# Liste des planètes mineures non numérotées découvertes en janvier 2017
Pour un article plus général, voir Liste des planètes mineures non numérotées découvertes en 2017.
Pour un article plus général, voir Liste des planètes mineures.
Cet article dresse la liste des planètes mineures (astéroïdes, centaures, objets transneptuniens et assimilés) non numérotées découvertes en janvier 2017 dans l'ordre de leur découverte.
Au 15 janvier 2025, 661 077 des 1 434 993 planètes mineures répertoriées par le Centre des planètes mineures ne sont pas encore numérotées, soit 46,07 %.

## Rappel concernant la désignation provisoire
La désignation provisoire indique l'ordre de découverte de ces objets. En effet, cette désignation est composée de l'année de découverte (par exemple 2017) suivie de la quinzaine (demi-mois) de découverte (p.e. A = 1-15 janvier) puis de l'ordre de découverte dans cette quinzaine. Cet ordre est indiqué par une lettre et éventuellement un chiffre comme suit : A pour la première découverte, B pour la deuxième, ..., Z pour la 25e (le I n'est pas utilisé pour éviter la confusion avec 1), A1 pour la 26e, B1 pour la 27e, etc. , Z1 pour la 50e, A2 pour la 51e, B2 pour la 52e, etc. L'ordre de la numérotation ne suit donc pas l'ordre alphanumérique. 2017 AA1 suit ainsi 2017 AZ et précède 2017 AB1.

## Liste

### Du1erau 15 janvier 2017
- 2017 AA
- 2017 AE
- 2017 AF
- 2017 AJ
- 2017 AK
- 2017 AO
- 2017 AP
- 2017 AQ
- 2017 AR
- 2017 AW
- 2017 AY
- 2017 AZ
- 2017 AA1
- 2017 AB1
- 2017 AD1
- 2017 AG1
- 2017 AL1
- 2017 AN1
- 2017 AO1
- 2017 AP1
- 2017 AQ1
- 2017 AT1
- 2017 AV1
- 2017 AD2
- 2017 AE2
- 2017 AG2
- 2017 AH2
- 2017 AK2
- 2017 AL2
- 2017 AR2
- 2017 AC3
- 2017 AD3
- 2017 AE3
- 2017 AF3
- 2017 AG3
- 2017 AH3
- 2017 AJ3
- 2017 AK3
- 2017 AL3
- 2017 AR3
- 2017 AS3
- 2017 AT3
- 2017 AU3
- 2017 AW3
- 2017 AX3
- 2017 AY3
- 2017 AZ3
- 2017 AB4
- 2017 AD4
- 2017 AF4
- 2017 AG4
- 2017 AK4
- 2017 AL4
- 2017 AM4
- 2017 AN4
- 2017 AO4
- 2017 AP4
- 2017 AQ4
- 2017 AR4
- 2017 AS4
- 2017 AT4
- 2017 AU4
- 2017 AW4
- 2017 AX4
- 2017 AY4
- 2017 AA5
- 2017 AC5
- 2017 AD5
- 2017 AG5
- 2017 AH5
- 2017 AJ5
- 2017 AN5
- 2017 AP5
- 2017 AC6
- 2017 AF6
- 2017 AO6
- 2017 AD7
- 2017 AL7
- 2017 AN7
- 2017 AP7
- 2017 AS7
- 2017 AC8
- 2017 AD8
- 2017 AK8
- 2017 AN8
- 2017 AP8
- 2017 AS8
- 2017 AZ8
- 2017 AB9
- 2017 AC9
- 2017 AD9
- 2017 AE9
- 2017 AG9
- 2017 AH9
- 2017 AN9
- 2017 AO9
- 2017 AR9
- 2017 AT9
- 2017 AY9
- 2017 AZ9
- 2017 AA10
- 2017 AJ10
- 2017 AL10
- 2017 AE11
- 2017 AH11
- 2017 AJ11
- 2017 AR11
- 2017 AV11
- 2017 AF12
- 2017 AL12
- 2017 AN12
- 2017 AY12
- 2017 AA13
- 2017 AE13
- 2017 AF13
- 2017 AG13
- 2017 AH13
- 2017 AJ13
- 2017 AK13
- 2017 AL13
- 2017 AM13
- 2017 AN13
- 2017 AO13
- 2017 AP13
- 2017 AQ13
- 2017 AR13
- 2017 AS13
- 2017 AT13
- 2017 AX13
- 2017 AY13
- 2017 AZ13
- 2017 AA14
- 2017 AB14
- 2017 AC14
- 2017 AH14
- 2017 AO14
- 2017 AU14
- 2017 AC15
- 2017 AE15
- 2017 AO15
- 2017 AP15
- 2017 AR15
- 2017 AS15
- 2017 AW15
- 2017 AB16
- 2017 AC16
- 2017 AK16
- 2017 AN16
- 2017 AR16
- 2017 AS16
- 2017 AB17
- 2017 AJ17
- 2017 AQ17
- 2017 AC18
- 2017 AE18
- 2017 AH18
- 2017 AJ18
- 2017 AL18
- 2017 AN18
- 2017 AO18
- 2017 AT18
- 2017 AU18
- 2017 AX18
- 2017 AZ18
- 2017 AA19
- 2017 AC19
- 2017 AM19
- 2017 AN19
- 2017 AO19
- 2017 AP19
- 2017 AQ19
- 2017 AR19
- 2017 AT19
- 2017 AU19
- 2017 AY19
- 2017 AD20
- 2017 AF20
- 2017 AK20
- 2017 AM20
- 2017 AN20
- 2017 AO20
- 2017 AP20
- 2017 AQ20
- 2017 AR20
- 2017 AT20
- 2017 AU20
- 2017 AW20
- 2017 AX20
- 2017 AY20
- 2017 AA21
- 2017 AB21
- 2017 AC21
- 2017 AD21
- 2017 AE21
- 2017 AF21
- 2017 AG21
- 2017 AH21
- 2017 AJ21
- 2017 AK21
- 2017 AL21
- 2017 AM21
- 2017 AM22
- 2017 AN22
- 2017 AS22
- 2017 AT22
- 2017 AV22
- 2017 AB23
- 2017 AF23
- 2017 AK23
- 2017 AM23
- 2017 AU23
- 2017 AE24
- 2017 AG24
- 2017 AD25
- 2017 AE25
- 2017 AF25
- 2017 AG25
- 2017 AH25
- 2017 AJ25
- 2017 AK25
- 2017 AM25
- 2017 AN25
- 2017 AO25
- 2017 AP25
- 2017 AQ25
- 2017 AR25
- 2017 AS25
- 2017 AT25
- 2017 AW25
- 2017 AX25
- 2017 AY25
- 2017 AZ25
- 2017 AA26
- 2017 AB26
- 2017 AC26
- 2017 AD26
- 2017 AE26
- 2017 AF26
- 2017 AG26
- 2017 AH26
- 2017 AJ26
- 2017 AK26
- 2017 AL26
- 2017 AM26
- 2017 AN26
- 2017 AO26
- 2017 AP26
- 2017 AQ26
- 2017 AR26
- 2017 AU26
- 2017 AV26
- 2017 AW26
- 2017 AX26
- 2017 AY26
- 2017 AZ26
- 2017 AA27
- 2017 AB27
- 2017 AE27
- 2017 AF27
- 2017 AG27
- 2017 AH27
- 2017 AJ27
- 2017 AK27
- 2017 AM27
- 2017 AO27
- 2017 AQ27
- 2017 AR27
- 2017 AS27
- 2017 AU27
- 2017 AV27
- 2017 AW27
- 2017 AX27
- 2017 AY27
- 2017 AZ27
- 2017 AA28
- 2017 AB28
- 2017 AC28
- 2017 AD28
- 2017 AE28
- 2017 AG28
- 2017 AH28
- 2017 AJ28
- 2017 AK28
- 2017 AL28
- 2017 AM28
- 2017 AN28
- 2017 AO28
- 2017 AP28
- 2017 AR28
- 2017 AS28
- 2017 AU28
- 2017 AV28
- 2017 AW28
- 2017 AX28
- 2017 AY28
- 2017 AZ28
- 2017 AB29
- 2017 AC29
- 2017 AD29
- 2017 AE29
- 2017 AF29
- 2017 AG29
- 2017 AH29
- 2017 AK29
- 2017 AL29
- 2017 AM29
- 2017 AN29
- 2017 AO29
- 2017 AP29
- 2017 AQ29
- 2017 AR29
- 2017 AS29
- 2017 AU29
- 2017 AV29
- 2017 AW29
- 2017 AX29
- 2017 AY29
- 2017 AA30
- 2017 AB30
- 2017 AD30
- 2017 AE30
- 2017 AG30
- 2017 AH30
- 2017 AJ30
- 2017 AK30
- 2017 AL30
- 2017 AN30
- 2017 AO30
- 2017 AP30
- 2017 AQ30
- 2017 AS30
- 2017 AT30
- 2017 AU30
- 2017 AX30
- 2017 AZ30
- 2017 AA31
- 2017 AB31
- 2017 AC31
- 2017 AE31
- 2017 AF31
- 2017 AG31
- 2017 AK31
- 2017 AL31
- 2017 AM31
- 2017 AN31
- 2017 AO31
- 2017 AQ31
- 2017 AR31
- 2017 AS31
- 2017 AT31
- 2017 AU31
- 2017 AV31
- 2017 AX31
- 2017 AY31
- 2017 AZ31
- 2017 AD32
- 2017 AE32
- 2017 AF32
- 2017 AG32
- 2017 AH32
- 2017 AL32
- 2017 AM32
- 2017 AN32
- 2017 AP32
- 2017 AQ32
- 2017 AR32
- 2017 AS32
- 2017 AT32
- 2017 AU32
- 2017 AY32
- 2017 AZ32
- 2017 AB33
- 2017 AC33
- 2017 AD33
- 2017 AE33
- 2017 AF33
- 2017 AJ33
- 2017 AK33
- 2017 AL33
- 2017 AM33
- 2017 AQ33
- 2017 AV33
- 2017 AX33
- 2017 AA34
- 2017 AE34
- 2017 AK34
- 2017 AL34
- 2017 AN34
- 2017 AO34
- 2017 AP34
- 2017 AQ34
- 2017 AR34
- 2017 AS34
- 2017 AU34
- 2017 AV34
- 2017 AW34
- 2017 AZ34
- 2017 AB35
- 2017 AC35
- 2017 AD35
- 2017 AE35
- 2017 AJ35
- 2017 AL35
- 2017 AM35
- 2017 AN35
- 2017 AO35
- 2017 AP35
- 2017 AR35
- 2017 AS35
- 2017 AT35
- 2017 AU35
- 2017 AX35
- 2017 AA36
- 2017 AB36
- 2017 AD36
- 2017 AG36
- 2017 AH36
- 2017 AJ36
- 2017 AK36
- 2017 AL36
- 2017 AM36
- 2017 AN36
- 2017 AO36
- 2017 AP36
- 2017 AQ36
- 2017 AR36
- 2017 AS36
- 2017 AT36
- 2017 AU36
- 2017 AW36
- 2017 AX36
- 2017 AZ36
- 2017 AB37
- 2017 AD37
- 2017 AE37
- 2017 AG37
- 2017 AH37
- 2017 AJ37
- 2017 AK37
- 2017 AM37
- 2017 AN37
- 2017 AO37
- 2017 AP37
- 2017 AQ37
- 2017 AR37
- 2017 AS37
- 2017 AT37
- 2017 AU37
- 2017 AV37
- 2017 AW37
- 2017 AX37
- 2017 AA38
- 2017 AB38
- 2017 AC38
- 2017 AD38
- 2017 AE38
- 2017 AG38
- 2017 AJ38
- 2017 AL38
- 2017 AP38
- 2017 AQ38
- 2017 AR38
- 2017 AS38
- 2017 AT38
- 2017 AU38
- 2017 AV38
- 2017 AW38
- 2017 AX38
- 2017 AY38
- 2017 AA39
- 2017 AB39
- 2017 AE39
- 2017 AF39
- 2017 AH39
- 2017 AJ39
- 2017 AK39
- 2017 AL39
- 2017 AM39
- 2017 AN39
- 2017 AP39
- 2017 AQ39
- 2017 AR39
- 2017 AT39
- 2017 AU39
- 2017 AV39
- 2017 AW39
- 2017 AX39
- 2017 AY39
- 2017 AZ39
- 2017 AB40
- 2017 AC40
- 2017 AD40
- 2017 AE40
- 2017 AF40
- 2017 AG40
- 2017 AK40
- 2017 AL40
- 2017 AM40
- 2017 AN40
- 2017 AP40
- 2017 AR40
- 2017 AS40
- 2017 AT40
- 2017 AU40
- 2017 AV40
- 2017 AW40
- 2017 AX40
- 2017 AZ40
- 2017 AA41
- 2017 AB41
- 2017 AC41
- 2017 AD41
- 2017 AE41
- 2017 AF41
- 2017 AG41
- 2017 AH41
- 2017 AJ41
- 2017 AK41
- 2017 AL41
- 2017 AM41
- 2017 AN41
- 2017 AO41
- 2017 AP41
- 2017 AQ41
- 2017 AR41
- 2017 AS41
- 2017 AT41
- 2017 AU41
- 2017 AV41
- 2017 AW41
- 2017 AX41
- 2017 AY41
- 2017 AZ41
- 2017 AA42
- 2017 AB42
- 2017 AC42
- 2017 AE42
- 2017 AF42
- 2017 AG42
- 2017 AH42
- 2017 AJ42
- 2017 AK42
- 2017 AL42
- 2017 AM42
- 2017 AO42
- 2017 AQ42
- 2017 AR42
- 2017 AT42
- 2017 AU42
- 2017 AV42
- 2017 AW42
- 2017 AY42
- 2017 AZ42
- 2017 AA43
- 2017 AB43
- 2017 AD43
- 2017 AE43
- 2017 AF43
- 2017 AG43
- 2017 AH43
- 2017 AJ43
- 2017 AK43
- 2017 AL43
- 2017 AM43
- 2017 AN43
- 2017 AO43
- 2017 AP43
- 2017 AQ43
- 2017 AT43
- 2017 AV43
- 2017 AX43
- 2017 AZ43
- 2017 AA44
- 2017 AB44
- 2017 AC44
- 2017 AD44
- 2017 AE44
- 2017 AF44
- 2017 AG44
- 2017 AJ44
- 2017 AK44
- 2017 AL44
- 2017 AM44
- 2017 AN44
- 2017 AO44
- 2017 AP44
- 2017 AQ44
- 2017 AR44
- 2017 AS44
- 2017 AT44
- 2017 AU44
- 2017 AW44
- 2017 AX44
- 2017 AY44
- 2017 AZ44
- 2017 AA45
- 2017 AC45
- 2017 AF45
- 2017 AH45
- 2017 AJ45
- 2017 AL45
- 2017 AM45
- 2017 AN45
- 2017 AO45
- 2017 AP45
- 2017 AQ45
- 2017 AR45
- 2017 AS45
- 2017 AT45
- 2017 AU45
- 2017 AW45
- 2017 AX45
- 2017 AY45
- 2017 AZ45
- 2017 AA46
- 2017 AD46
- 2017 AE46
- 2017 AF46
- 2017 AG46
- 2017 AH46
- 2017 AJ46
- 2017 AM46
- 2017 AN46
- 2017 AP46
- 2017 AS46
- 2017 AU46
- 2017 AV46
- 2017 AW46
- 2017 AX46
- 2017 AY46
- 2017 AZ46
- 2017 AB47
- 2017 AD47
- 2017 AE47
- 2017 AF47
- 2017 AH47
- 2017 AJ47
- 2017 AK47
- 2017 AL47
- 2017 AM47
- 2017 AN47
- 2017 AR47
- 2017 AU47
- 2017 AX47
- 2017 AY47
- 2017 AA48
- 2017 AB48
- 2017 AC48
- 2017 AD48
- 2017 AE48
- 2017 AF48
- 2017 AG48
- 2017 AJ48
- 2017 AK48
- 2017 AL48
- 2017 AM48
- 2017 AN48
- 2017 AO48
- 2017 AP48
- 2017 AR48
- 2017 AS48
- 2017 AT48
- 2017 AU48
- 2017 AV48
- 2017 AW48
- 2017 AX48
- 2017 AY48
- 2017 AZ48
- 2017 AB49
- 2017 AC49
- 2017 AD49
- 2017 AF49
- 2017 AG49
- 2017 AH49
- 2017 AJ49
- 2017 AK49
- 2017 AL49
- 2017 AM49
- 2017 AN49
- 2017 AP49
- 2017 AQ49
- 2017 AR49
- 2017 AS49
- 2017 AT49
- 2017 AU49
- 2017 AV49
- 2017 AX49
- 2017 AY49
- 2017 AZ49
- 2017 AA50
- 2017 AB50
- 2017 AC50
- 2017 AD50
- 2017 AE50
- 2017 AF50
- 2017 AH50
- 2017 AJ50
- 2017 AK50
- 2017 AL50
- 2017 AM50
- 2017 AN50
- 2017 AO50
- 2017 AP50
- 2017 AQ50
- 2017 AR50
- 2017 AS50
- 2017 AU50
- 2017 AV50
- 2017 AX50
- 2017 AY50
- 2017 AZ50
- 2017 AA51
- 2017 AB51
- 2017 AC51
- 2017 AE51
- 2017 AF51
- 2017 AG51
- 2017 AH51
- 2017 AM51
- 2017 AO51
- 2017 AS51
- 2017 AU51
- 2017 AV51
- 2017 AX51
- 2017 AY51
- 2017 AZ51
- 2017 AA52
- 2017 AC52
- 2017 AD52
- 2017 AE52
- 2017 AF52
- 2017 AH52
- 2017 AJ52
- 2017 AK52
- 2017 AL52
- 2017 AM52
- 2017 AN52
- 2017 AO52
- 2017 AP52
- 2017 AQ52
- 2017 AS52
- 2017 AT52
- 2017 AU52
- 2017 AV52
- 2017 AW52
- 2017 AY52
- 2017 AZ52
- 2017 AA53
- 2017 AB53
- 2017 AC53
- 2017 AD53
- 2017 AE53
- 2017 AF53
- 2017 AG53
- 2017 AH53
- 2017 AJ53
- 2017 AK53
- 2017 AL53
- 2017 AN53
- 2017 AP53
- 2017 AQ53
- 2017 AR53
- 2017 AS53
- 2017 AT53
- 2017 AU53
- 2017 AW53
- 2017 AX53
- 2017 AY53
- 2017 AZ53
- 2017 AA54
- 2017 AB54
- 2017 AC54
- 2017 AD54
- 2017 AE54
- 2017 AF54
- 2017 AG54
- 2017 AH54
- 2017 AJ54
- 2017 AK54
- 2017 AL54
- 2017 AM54
- 2017 AN54
- 2017 AO54
- 2017 AP54
- 2017 AQ54
- 2017 AS54
- 2017 AT54
- 2017 AV54
- 2017 AW54
- 2017 AX54
- 2017 AY54
- 2017 AA55
- 2017 AB55
- 2017 AC55
- 2017 AD55
- 2017 AE55
- 2017 AF55
- 2017 AG55
- 2017 AH55
- 2017 AJ55
- 2017 AK55
- 2017 AL55
- 2017 AM55
- 2017 AN55
- 2017 AO55
- 2017 AP55
- 2017 AQ55
- 2017 AR55
- 2017 AS55
- 2017 AU55
- 2017 AV55
- 2017 AX55
- 2017 AY55
- 2017 AZ55
- 2017 AA56
- 2017 AB56
- 2017 AC56
- 2017 AD56
- 2017 AE56
- 2017 AF56
- 2017 AG56
- 2017 AH56
- 2017 AJ56
- 2017 AK56
- 2017 AL56
- 2017 AM56
- 2017 AN56
- 2017 AO56
- 2017 AP56
- 2017 AQ56
- 2017 AS56
- 2017 AT56
- 2017 AU56
- 2017 AV56
- 2017 AW56
- 2017 AY56
- 2017 AZ56
- 2017 AA57
- 2017 AB57
- 2017 AC57
- 2017 AD57
- 2017 AE57
- 2017 AF57
- 2017 AG57
- 2017 AH57
- 2017 AJ57
- 2017 AK57
- 2017 AL57
- 2017 AM57
- 2017 AN57
- 2017 AO57
- 2017 AP57
- 2017 AQ57
- 2017 AR57
- 2017 AS57
- 2017 AT57
- 2017 AU57
- 2017 AV57
- 2017 AW57
- 2017 AX57
- 2017 AY57
- 2017 AZ57
- 2017 AA58
- 2017 AB58
- 2017 AC58
- 2017 AD58
- 2017 AF58
- 2017 AG58
- 2017 AJ58
- 2017 AK58
- 2017 AL58
- 2017 AM58
- 2017 AN58
- 2017 AO58
- 2017 AP58
- 2017 AQ58
- 2017 AR58
- 2017 AS58
- 2017 AT58
- 2017 AV58
- 2017 AW58
- 2017 AX58
- 2017 AY58
- 2017 AZ58
- 2017 AA59
- 2017 AB59
- 2017 AC59
- 2017 AD59
- 2017 AE59
- 2017 AF59
- 2017 AG59
- 2017 AH59
- 2017 AJ59
- 2017 AK59
- 2017 AL59
- 2017 AM59
- 2017 AN59
- 2017 AO59
- 2017 AP59
- 2017 AQ59
- 2017 AR59
- 2017 AS59
- 2017 AT59
- 2017 AU59
- 2017 AV59
- 2017 AW59
- 2017 AX59
- 2017 AY59
- 2017 AZ59
- 2017 AA60
- 2017 AB60
- 2017 AC60
- 2017 AD60
- 2017 AE60
- 2017 AF60
- 2017 AG60
- 2017 AH60
- 2017 AJ60
- 2017 AL60
- 2017 AM60
- 2017 AN60
- 2017 AO60
- 2017 AP60
- 2017 AQ60
- 2017 AR60
- 2017 AT60
- 2017 AU60
- 2017 AV60
- 2017 AW60
- 2017 AX60
- 2017 AY60
- 2017 AA61
- 2017 AB61
- 2017 AD61
- 2017 AF61
- 2017 AG61
- 2017 AH61
- 2017 AJ61
- 2017 AK61
- 2017 AL61
- 2017 AM61
- 2017 AN61
- 2017 AO61
- 2017 AP61
- 2017 AQ61
- 2017 AR61
- 2017 AS61
- 2017 AT61
- 2017 AU61
- 2017 AV61
- 2017 AW61
- 2017 AX61
- 2017 AY61
- 2017 AZ61
- 2017 AA62
- 2017 AB62
- 2017 AC62
- 2017 AD62
- 2017 AE62
- 2017 AF62
- 2017 AG62
- 2017 AH62
- 2017 AJ62
- 2017 AK62
- 2017 AL62
- 2017 AM62
- 2017 AN62
- 2017 AO62
- 2017 AP62
- 2017 AQ62
- 2017 AR62
- 2017 AS62
- 2017 AT62
- 2017 AU62
- 2017 AV62
- 2017 AW62
- 2017 AX62
- 2017 AY62
- 2017 AZ62
- 2017 AA63
- 2017 AB63
- 2017 AC63
- 2017 AD63
- 2017 AE63
- 2017 AF63
- 2017 AG63
- 2017 AH63
- 2017 AJ63
- 2017 AK63
- 2017 AL63
- 2017 AM63
- 2017 AN63
- 2017 AO63
- 2017 AP63
- 2017 AQ63
- 2017 AR63
- 2017 AS63
- 2017 AT63
- 2017 AU63
- 2017 AV63
- 2017 AW63
- 2017 AX63
- 2017 AY63
- 2017 AZ63
- 2017 AA64
- 2017 AC64
- 2017 AD64
- 2017 AE64
- 2017 AF64
- 2017 AG64
- 2017 AH64
- 2017 AJ64
- 2017 AK64
- 2017 AL64
- 2017 AM64
- 2017 AN64
- 2017 AO64
- 2017 AP64
- 2017 AQ64
- 2017 AR64
- 2017 AS64
- 2017 AT64
- 2017 AU64
- 2017 AV64
- 2017 AW64
- 2017 AX64
- 2017 AY64
- 2017 AZ64
- 2017 AA65
- 2017 AB65
- 2017 AC65
- 2017 AD65
- 2017 AE65
- 2017 AF65
- 2017 AG65
- 2017 AH65
- 2017 AJ65
- 2017 AK65
- 2017 AL65
- 2017 AM65
- 2017 AN65
- 2017 AO65
- 2017 AP65
- 2017 AQ65
- 2017 AR65
- 2017 AS65
- 2017 AT65
- 2017 AU65
- 2017 AV65
- 2017 AW65
- 2017 AX65
- 2017 AY65
- 2017 AZ65
- 2017 AA66
- 2017 AB66
- 2017 AC66
- 2017 AD66
- 2017 AE66
- 2017 AF66
- 2017 AG66
- 2017 AH66
- 2017 AJ66
- 2017 AK66
- 2017 AL66
- 2017 AM66
- 2017 AN66
- 2017 AO66
- 2017 AP66
- 2017 AQ66
- 2017 AR66
- 2017 AS66
- 2017 AT66
- 2017 AU66
- 2017 AV66
- 2017 AW66
- 2017 AX66
- 2017 AY66
- 2017 AZ66
- 2017 AA67
- 2017 AB67
- 2017 AC67
- 2017 AD67
- 2017 AE67
- 2017 AF67
- 2017 AG67
- 2017 AH67
- 2017 AJ67
- 2017 AK67
- 2017 AL67
- 2017 AM67
- 2017 AN67
- 2017 AO67
- 2017 AP67
- 2017 AQ67
- 2017 AR67
- 2017 AS67
- 2017 AU67
- 2017 AV67
- 2017 AW67
- 2017 AX67
- 2017 AY67
- 2017 AZ67
- 2017 AA68
- 2017 AB68
- 2017 AC68
- 2017 AD68
- 2017 AE68
- 2017 AF68
- 2017 AG68
- 2017 AJ68
- 2017 AK68
- 2017 AL68
- 2017 AM68
- 2017 AN68
- 2017 AO68
- 2017 AP68
- 2017 AQ68
- 2017 AR68
- 2017 AS68
- 2017 AT68
- 2017 AU68
- 2017 AV68
- 2017 AW68
- 2017 AX68
- 2017 AY68
- 2017 AZ68
- 2017 AA69
- 2017 AB69
- 2017 AC69
- 2017 AD69
- 2017 AE69
- 2017 AF69
- 2017 AG69
- 2017 AH69
- 2017 AJ69
- 2017 AK69

### Du 16 au 31 janvier 2017
- 2017 BC
- 2017 BE
- 2017 BF
- 2017 BK
- 2017 BL
- 2017 BM
- 2017 BN
- 2017 BS
- 2017 BT
- 2017 BU
- 2017 BV
- 2017 BW
- 2017 BX
- 2017 BY
- 2017 BO1
- 2017 BT1
- 2017 BA2
- 2017 BO2
- 2017 BS2
- 2017 BV2
- 2017 BW2
- 2017 BZ2
- 2017 BB3
- 2017 BC3
- 2017 BD3
- 2017 BE3
- 2017 BF3
- 2017 BH3
- 2017 BK3
- 2017 BL3
- 2017 BM3
- 2017 BN3
- 2017 BO3
- 2017 BP3
- 2017 BR3
- 2017 BT3
- 2017 BB4
- 2017 BE4
- 2017 BS4
- 2017 BU4
- 2017 BB5
- 2017 BG5
- 2017 BJ5
- 2017 BK5
- 2017 BL5
- 2017 BO5
- 2017 BP5
- 2017 BQ5
- 2017 BR5
- 2017 BS5
- 2017 BT5
- 2017 BU5
- 2017 BV5
- 2017 BX5
- 2017 BY5
- 2017 BZ5
- 2017 BA6
- 2017 BB6
- 2017 BC6
- 2017 BD6
- 2017 BG6
- 2017 BH6
- 2017 BK6
- 2017 BL6
- 2017 BN6
- 2017 BO6
- 2017 BP6
- 2017 BQ6
- 2017 BR6
- 2017 BS6
- 2017 BT6
- 2017 BU6
- 2017 BV6
- 2017 BW6
- 2017 BX6
- 2017 BY6
- 2017 BZ6
- 2017 BA7
- 2017 BB7
- 2017 BN7
- 2017 BW7
- 2017 BA8
- 2017 BL8
- 2017 BS8
- 2017 BC9
- 2017 BG9
- 2017 BO9
- 2017 BP9
- 2017 BQ9
- 2017 BW9
- 2017 BJ10
- 2017 BK10
- 2017 BL10
- 2017 BU10
- 2017 BX10
- 2017 BO11
- 2017 BU11
- 2017 BW11
- 2017 BB12
- 2017 BU12
- 2017 BB13
- 2017 BD13
- 2017 BE13
- 2017 BK13
- 2017 BP13
- 2017 BA14
- 2017 BF14
- 2017 BM14
- 2017 BQ14
- 2017 BC15
- 2017 BG15
- 2017 BQ15
- 2017 BS15
- 2017 BV15
- 2017 BW15
- 2017 BA16
- 2017 BH16
- 2017 BP16
- 2017 BX16
- 2017 BD17
- 2017 BE17
- 2017 BJ17
- 2017 BP17
- 2017 BR17
- 2017 BU17
- 2017 BZ17
- 2017 BC18
- 2017 BJ18
- 2017 BU18
- 2017 BQ19
- 2017 BR19
- 2017 BU19
- 2017 BW19
- 2017 BJ20
- 2017 BM20
- 2017 BV20
- 2017 BG21
- 2017 BH21
- 2017 BJ21
- 2017 BN21
- 2017 BO21
- 2017 BW21
- 2017 BY21
- 2017 BZ21
- 2017 BD22
- 2017 BH22
- 2017 BJ22
- 2017 BK22
- 2017 BL22
- 2017 BP22
- 2017 BR22
- 2017 BU22
- 2017 BW22
- 2017 BY22
- 2017 BZ22
- 2017 BA23
- 2017 BE23
- 2017 BH23
- 2017 BL23
- 2017 BO23
- 2017 BR23
- 2017 BT23
- 2017 BV23
- 2017 BY23
- 2017 BZ23
- 2017 BA24
- 2017 BJ24
- 2017 BK24
- 2017 BM24
- 2017 BQ24
- 2017 BW24
- 2017 BY24
- 2017 BA25
- 2017 BC25
- 2017 BK25
- 2017 BL25
- 2017 BO25
- 2017 BP25
- 2017 BS25
- 2017 BW25
- 2017 BM26
- 2017 BO26
- 2017 BQ26
- 2017 BR26
- 2017 BS26
- 2017 BT26
- 2017 BU26
- 2017 BF27
- 2017 BM27
- 2017 BN27
- 2017 BT27
- 2017 BV27
- 2017 BD28
- 2017 BE28
- 2017 BH28
- 2017 BJ28
- 2017 BK28
- 2017 BU28
- 2017 BA29
- 2017 BD29
- 2017 BE29
- 2017 BF29
- 2017 BG29
- 2017 BH29
- 2017 BJ29
- 2017 BL29
- 2017 BM29
- 2017 BN29
- 2017 BP29
- 2017 BQ29
- 2017 BU29
- 2017 BA30
- 2017 BB30
- 2017 BD30
- 2017 BE30
- 2017 BF30
- 2017 BG30
- 2017 BH30
- 2017 BJ30
- 2017 BK30
- 2017 BL30
- 2017 BM30
- 2017 BN30
- 2017 BO30
- 2017 BP30
- 2017 BQ30
- 2017 BR30
- 2017 BU30
- 2017 BW30
- 2017 BX30
- 2017 BZ30
- 2017 BA31
- 2017 BD31
- 2017 BG31
- 2017 BJ31
- 2017 BK31
- 2017 BL31
- 2017 BM31
- 2017 BN31
- 2017 BP31
- 2017 BQ31
- 2017 BR31
- 2017 BS31
- 2017 BT31
- 2017 BU31
- 2017 BV31
- 2017 BW31
- 2017 BY31
- 2017 BZ31
- 2017 BA32
- 2017 BE32
- 2017 BF32
- 2017 BG32
- 2017 BH32
- 2017 BJ32
- 2017 BK32
- 2017 BL32
- 2017 BM32
- 2017 BN32
- 2017 BO32
- 2017 BP32
- 2017 BQ32
- 2017 BR32
- 2017 BS32
- 2017 BT32
- 2017 BU32
- 2017 BV32
- 2017 BW32
- 2017 BX32
- 2017 BY32
- 2017 BR33
- 2017 BW33
- 2017 BY33
- 2017 BZ33
- 2017 BT34
- 2017 BU34
- 2017 BQ35
- 2017 BT35
- 2017 BU35
- 2017 BC36
- 2017 BD36
- 2017 BG36
- 2017 BH36
- 2017 BK36
- 2017 BL36
- 2017 BM36
- 2017 BV36
- 2017 BB37
- 2017 BL37
- 2017 BM37
- 2017 BQ37
- 2017 BT37
- 2017 BC38
- 2017 BG38
- 2017 BL38
- 2017 BT38
- 2017 BB39
- 2017 BC39
- 2017 BJ39
- 2017 BN39
- 2017 BW39
- 2017 BY39
- 2017 BZ39
- 2017 BB40
- 2017 BF40
- 2017 BL40
- 2017 BN40
- 2017 BP40
- 2017 BT40
- 2017 BB41
- 2017 BD41
- 2017 BE41
- 2017 BF41
- 2017 BJ41
- 2017 BO41
- 2017 BT41
- 2017 BD42
- 2017 BL42
- 2017 BR42
- 2017 BS42
- 2017 BU42
- 2017 BV42
- 2017 BH43
- 2017 BL43
- 2017 BM43
- 2017 BU43
- 2017 BZ43
- 2017 BA44
- 2017 BB44
- 2017 BJ44
- 2017 BQ44
- 2017 BS44
- 2017 BU44
- 2017 BV44
- 2017 BX44
- 2017 BY44
- 2017 BJ45
- 2017 BN45
- 2017 BR45
- 2017 BS45
- 2017 BU45
- 2017 BX45
- 2017 BE46
- 2017 BG46
- 2017 BH46
- 2017 BO46
- 2017 BQ46
- 2017 BT46
- 2017 BW46
- 2017 BA47
- 2017 BD47
- 2017 BK47
- 2017 BN47
- 2017 BT47
- 2017 BY47
- 2017 BZ47
- 2017 BA48
- 2017 BG48
- 2017 BK48
- 2017 BN48
- 2017 BO48
- 2017 BU48
- 2017 BX48
- 2017 BZ48
- 2017 BD49
- 2017 BJ49
- 2017 BB50
- 2017 BP50
- 2017 BQ50
- 2017 BX50
- 2017 BC51
- 2017 BF51
- 2017 BH51
- 2017 BJ51
- 2017 BM51
- 2017 BO51
- 2017 BQ51
- 2017 BY51
- 2017 BA52
- 2017 BE52
- 2017 BG52
- 2017 BM52
- 2017 BN52
- 2017 BR52
- 2017 BT52
- 2017 BU52
- 2017 BB53
- 2017 BE53
- 2017 BF53
- 2017 BH53
- 2017 BM53
- 2017 BN53
- 2017 BP53
- 2017 BZ53
- 2017 BC54
- 2017 BD54
- 2017 BJ54
- 2017 BK54
- 2017 BL54
- 2017 BO54
- 2017 BR54
- 2017 BU54
- 2017 BY54
- 2017 BC55
- 2017 BD55
- 2017 BG55
- 2017 BJ55
- 2017 BL55
- 2017 BO55
- 2017 BR55
- 2017 BT55
- 2017 BG56
- 2017 BH56
- 2017 BJ56
- 2017 BR56
- 2017 BS56
- 2017 BX56
- 2017 BE57
- 2017 BK57
- 2017 BM57
- 2017 BN57
- 2017 BS57
- 2017 BV57
- 2017 BW57
- 2017 BZ57
- 2017 BD58
- 2017 BK58
- 2017 BN58
- 2017 BT58
- 2017 BU58
- 2017 BH59
- 2017 BK59
- 2017 BX59
- 2017 BJ60
- 2017 BL60
- 2017 BM60
- 2017 BO60
- 2017 BQ60
- 2017 BV60
- 2017 BA61
- 2017 BL61
- 2017 BW61
- 2017 BY61
- 2017 BF62
- 2017 BG62
- 2017 BK62
- 2017 BN62
- 2017 BO62
- 2017 BZ62
- 2017 BB63
- 2017 BF63
- 2017 BJ63
- 2017 BK63
- 2017 BN63
- 2017 BO63
- 2017 BQ63
- 2017 BT63
- 2017 BY63
- 2017 BL64
- 2017 BM64
- 2017 BP64
- 2017 BQ64
- 2017 BR64
- 2017 BT64
- 2017 BU64
- 2017 BA65
- 2017 BB65
- 2017 BK65
- 2017 BL65
- 2017 BO65
- 2017 BQ65
- 2017 BT65
- 2017 BV65
- 2017 BW65
- 2017 BY65
- 2017 BZ65
- 2017 BD66
- 2017 BF66
- 2017 BG66
- 2017 BM66
- 2017 BT66
- 2017 BW66
- 2017 BX66
- 2017 BC67
- 2017 BE67
- 2017 BG67
- 2017 BJ67
- 2017 BN67
- 2017 BO67
- 2017 BR67
- 2017 BU67
- 2017 BA68
- 2017 BD68
- 2017 BK68
- 2017 BN68
- 2017 BO68
- 2017 BQ68
- 2017 BT68
- 2017 BU68
- 2017 BX68
- 2017 BD69
- 2017 BE69
- 2017 BF69
- 2017 BH69
- 2017 BJ69
- 2017 BN69
- 2017 BQ69
- 2017 BS69
- 2017 BT69
- 2017 BX69
- 2017 BA70
- 2017 BC70
- 2017 BF70
- 2017 BL70
- 2017 BN70
- 2017 BZ70
- 2017 BC71
- 2017 BD71
- 2017 BT71
- 2017 BV71
- 2017 BW71
- 2017 BF72
- 2017 BH72
- 2017 BM72
- 2017 BS72
- 2017 BV72
- 2017 BW72
- 2017 BY72
- 2017 BZ72
- 2017 BJ73
- 2017 BK73
- 2017 BN73
- 2017 BS73
- 2017 BU73
- 2017 BV73
- 2017 BZ73
- 2017 BD74
- 2017 BL74
- 2017 BM74
- 2017 BS74
- 2017 BT74
- 2017 BX74
- 2017 BZ74
- 2017 BD75
- 2017 BF75
- 2017 BK75
- 2017 BO75
- 2017 BS75
- 2017 BD76
- 2017 BF76
- 2017 BH76
- 2017 BK76
- 2017 BL76
- 2017 BP76
- 2017 BR76
- 2017 BS76
- 2017 BY76
- 2017 BL77
- 2017 BM77
- 2017 BP77
- 2017 BQ77
- 2017 BS77
- 2017 BT77
- 2017 BU77
- 2017 BA78
- 2017 BB78
- 2017 BC78
- 2017 BF78
- 2017 BJ78
- 2017 BM78
- 2017 BN78
- 2017 BP78
- 2017 BU78
- 2017 BW78
- 2017 BA79
- 2017 BB79
- 2017 BE79
- 2017 BN79
- 2017 BP79
- 2017 BQ79
- 2017 BW79
- 2017 BY79
- 2017 BE80
- 2017 BJ80
- 2017 BK80
- 2017 BN80
- 2017 BQ80
- 2017 BS80
- 2017 BT80
- 2017 BX80
- 2017 BB81
- 2017 BF81
- 2017 BJ81
- 2017 BL81
- 2017 BP81
- 2017 BR81
- 2017 BT81
- 2017 BU81
- 2017 BV81
- 2017 BW81
- 2017 BY81
- 2017 BD82
- 2017 BJ82
- 2017 BL82
- 2017 BQ82
- 2017 BS82
- 2017 BY82
- 2017 BD83
- 2017 BY83
- 2017 BA84
- 2017 BH84
- 2017 BN84
- 2017 BX84
- 2017 BB85
- 2017 BE85
- 2017 BG85
- 2017 BH85
- 2017 BO85
- 2017 BQ85
- 2017 BW85
- 2017 BA86
- 2017 BJ86
- 2017 BO86
- 2017 BA87
- 2017 BB87
- 2017 BD87
- 2017 BF87
- 2017 BJ87
- 2017 BM87
- 2017 BO87
- 2017 BT87
- 2017 BV87
- 2017 BY87
- 2017 BA88
- 2017 BJ88
- 2017 BS88
- 2017 BX88
- 2017 BY88
- 2017 BA89
- 2017 BB89
- 2017 BD89
- 2017 BG89
- 2017 BM89
- 2017 BN89
- 2017 BO89
- 2017 BR89
- 2017 BT89
- 2017 BV89
- 2017 BZ89
- 2017 BA90
- 2017 BB90
- 2017 BC90
- 2017 BE90
- 2017 BG90
- 2017 BH90
- 2017 BJ90
- 2017 BK90
- 2017 BM90
- 2017 BN90
- 2017 BO90
- 2017 BP90
- 2017 BV90
- 2017 BW90
- 2017 BX90
- 2017 BY90
- 2017 BZ90
- 2017 BB91
- 2017 BD91
- 2017 BE91
- 2017 BN91
- 2017 BO91
- 2017 BP91
- 2017 BQ91
- 2017 BR91
- 2017 BT91
- 2017 BV91
- 2017 BW91
- 2017 BZ91
- 2017 BA92
- 2017 BC92
- 2017 BD92
- 2017 BE92
- 2017 BF92
- 2017 BG92
- 2017 BH92
- 2017 BJ92
- 2017 BK92
- 2017 BL92
- 2017 BM92
- 2017 BN92
- 2017 BP92
- 2017 BQ92
- 2017 BR92
- 2017 BS92
- 2017 BT92
- 2017 BU92
- 2017 BV92
- 2017 BY92
- 2017 BZ92
- 2017 BB93
- 2017 BC93
- 2017 BG93
- 2017 BJ93
- 2017 BK93
- 2017 BL93
- 2017 BM93
- 2017 BN93
- 2017 BO93
- 2017 BP93
- 2017 BQ93
- 2017 BR93
- 2017 BS93
- 2017 BT93
- 2017 BU93
- 2017 BV93
- 2017 BW93
- 2017 BY93
- 2017 BZ93
- 2017 BA94
- 2017 BB94
- 2017 BG94
- 2017 BH94
- 2017 BL94
- 2017 BR94
- 2017 BT94
- 2017 BA95
- 2017 BD95
- 2017 BM95
- 2017 BO95
- 2017 BP95
- 2017 BW95
- 2017 BA96
- 2017 BE96
- 2017 BG96
- 2017 BK96
- 2017 BQ96
- 2017 BR96
- 2017 BS96
- 2017 BT96
- 2017 BU96
- 2017 BW96
- 2017 BK97
- 2017 BM97
- 2017 BN97
- 2017 BS97
- 2017 BX97
- 2017 BY97
- 2017 BZ97
- 2017 BA98
- 2017 BE98
- 2017 BK98
- 2017 BS98
- 2017 BC99
- 2017 BE99
- 2017 BJ99
- 2017 BK99
- 2017 BL99
- 2017 BP99
- 2017 BD100
- 2017 BH100
- 2017 BJ100
- 2017 BS100
- 2017 BV100
- 2017 BW100
- 2017 BY100
- 2017 BJ101
- 2017 BP101
- 2017 BD102
- 2017 BE102
- 2017 BG102
- 2017 BT102
- 2017 BY102
- 2017 BC103
- 2017 BF103
- 2017 BG103
- 2017 BJ103
- 2017 BL103
- 2017 BM103
- 2017 BN103
- 2017 BW103
- 2017 BX103
- 2017 BY103
- 2017 BL104
- 2017 BB105
- 2017 BD105
- 2017 BJ105
- 2017 BK105
- 2017 BN105
- 2017 BP105
- 2017 BT105
- 2017 BV105
- 2017 BX105
- 2017 BY105
- 2017 BA106
- 2017 BD106
- 2017 BJ106
- 2017 BN106
- 2017 BP106
- 2017 BQ106
- 2017 BE107
- 2017 BR107
- 2017 BL108
- 2017 BM108
- 2017 BO108
- 2017 BQ108
- 2017 BU108
- 2017 BW108
- 2017 BA109
- 2017 BE109
- 2017 BL109
- 2017 BM109
- 2017 BN109
- 2017 BR109
- 2017 BT109
- 2017 BX109
- 2017 BB110
- 2017 BD110
- 2017 BE110
- 2017 BF110
- 2017 BG110
- 2017 BL110
- 2017 BN110
- 2017 BO110
- 2017 BP110
- 2017 BR110
- 2017 BZ110
- 2017 BT111
- 2017 BX111
- 2017 BA112
- 2017 BB112
- 2017 BC112
- 2017 BH112
- 2017 BY112
- 2017 BC113
- 2017 BF113
- 2017 BG113
- 2017 BL113
- 2017 BQ113
- 2017 BW113
- 2017 BX113
- 2017 BZ113
- 2017 BC114
- 2017 BG114
- 2017 BH114
- 2017 BK114
- 2017 BL114
- 2017 BM114
- 2017 BP114
- 2017 BU114
- 2017 BY114
- 2017 BC115
- 2017 BE115
- 2017 BH115
- 2017 BJ115
- 2017 BL115
- 2017 BM115
- 2017 BP115
- 2017 BQ115
- 2017 BR115
- 2017 BS115
- 2017 BT115
- 2017 BH116
- 2017 BO116
- 2017 BP116
- 2017 BV116
- 2017 BW116
- 2017 BZ116
- 2017 BD117
- 2017 BE117
- 2017 BG117
- 2017 BK117
- 2017 BM117
- 2017 BO117
- 2017 BS117
- 2017 BY117
- 2017 BA118
- 2017 BB118
- 2017 BG118
- 2017 BL118
- 2017 BM118
- 2017 BN118
- 2017 BO118
- 2017 BP118
- 2017 BD119
- 2017 BH119
- 2017 BJ119
- 2017 BK119
- 2017 BM119
- 2017 BO119
- 2017 BS119
- 2017 BT119
- 2017 BU119
- 2017 BW119
- 2017 BX119
- 2017 BD120
- 2017 BE120
- 2017 BJ120
- 2017 BL120
- 2017 BN120
- 2017 BP120
- 2017 BQ120
- 2017 BR120
- 2017 BT120
- 2017 BU120
- 2017 BX120
- 2017 BA121
- 2017 BF121
- 2017 BK121
- 2017 BM121
- 2017 BN121
- 2017 BW121
- 2017 BZ121
- 2017 BE122
- 2017 BK122
- 2017 BM122
- 2017 BO122
- 2017 BP122
- 2017 BT122
- 2017 BU122
- 2017 BW122
- 2017 BG123
- 2017 BH123
- 2017 BK123
- 2017 BL123
- 2017 BM123
- 2017 BN123
- 2017 BU123
- 2017 BY123
- 2017 BE124
- 2017 BG124
- 2017 BC125
- 2017 BG125
- 2017 BL125
- 2017 BQ125
- 2017 BU125
- 2017 BZ125
- 2017 BA126
- 2017 BB126
- 2017 BC126
- 2017 BK126
- 2017 BM126
- 2017 BN126
- 2017 BS126
- 2017 BB127
- 2017 BG127
- 2017 BJ127
- 2017 BN127
- 2017 BP127
- 2017 BQ127
- 2017 BU127
- 2017 BV127
- 2017 BA128
- 2017 BC128
- 2017 BF128
- 2017 BJ128
- 2017 BM128
- 2017 BN128
- 2017 BR128
- 2017 BS128
- 2017 BT128
- 2017 BV128
- 2017 BX128
- 2017 BY128
- 2017 BZ128
- 2017 BA129
- 2017 BC129
- 2017 BD129
- 2017 BF129
- 2017 BO129
- 2017 BQ129
- 2017 BB130
- 2017 BE130
- 2017 BH130
- 2017 BJ130
- 2017 BL130
- 2017 BM130
- 2017 BN130
- 2017 BO130
- 2017 BQ130
- 2017 BR130
- 2017 BU130
- 2017 BZ130
- 2017 BA131
- 2017 BF131
- 2017 BU131
- 2017 BX131
- 2017 BZ131
- 2017 BA132
- 2017 BB132
- 2017 BG132
- 2017 BH132
- 2017 BN132
- 2017 BR132
- 2017 BY132
- 2017 BH133
- 2017 BJ133
- 2017 BL133
- 2017 BO133
- 2017 BT133
- 2017 BV133
- 2017 BY133
- 2017 BZ133
- 2017 BB134
- 2017 BC134
- 2017 BD134
- 2017 BN134
- 2017 BO134
- 2017 BQ134
- 2017 BS134
- 2017 BU134
- 2017 BW134
- 2017 BY134
- 2017 BD135
- 2017 BE135
- 2017 BF135
- 2017 BK135
- 2017 BW135
- 2017 BX135
- 2017 BY135
- 2017 BA136
- 2017 BB136
- 2017 BF136
- 2017 BG136
- 2017 BK136
- 2017 BU138
- 2017 BA139
- 2017 BM139
- 2017 BP139
- 2017 BR139
- 2017 BJ140
- 2017 BM140
- 2017 BP140
- 2017 BB141
- 2017 BM141
- 2017 BC142
- 2017 BD142
- 2017 BE142
- 2017 BG142
- 2017 BH142
- 2017 BJ142
- 2017 BM142
- 2017 BP142
- 2017 BR142
- 2017 BS142
- 2017 BT142
- 2017 BU142
- 2017 BV142
- 2017 BW142
- 2017 BY142
- 2017 BZ142
- 2017 BA143
- 2017 BC143
- 2017 BD143
- 2017 BE143
- 2017 BF143
- 2017 BG143
- 2017 BH143
- 2017 BJ143
- 2017 BK143
- 2017 BL143
- 2017 BM143
- 2017 BO143
- 2017 BP143
- 2017 BQ143
- 2017 BS143
- 2017 BT143
- 2017 BU143
- 2017 BV143
- 2017 BW143
- 2017 BX143
- 2017 BY143
- 2017 BZ143
- 2017 BA144
- 2017 BB144
- 2017 BC144
- 2017 BD144
- 2017 BE144
- 2017 BF144
- 2017 BG144
- 2017 BJ144
- 2017 BK144
- 2017 BL144
- 2017 BM144
- 2017 BN144
- 2017 BP144
- 2017 BQ144
- 2017 BS144
- 2017 BT144
- 2017 BU144
- 2017 BV144
- 2017 BW144
- 2017 BX144
- 2017 BY144
- 2017 BZ144
- 2017 BA145
- 2017 BB145
- 2017 BC145
- 2017 BD145
- 2017 BE145
- 2017 BF145
- 2017 BG145
- 2017 BH145
- 2017 BJ145
- 2017 BK145
- 2017 BL145
- 2017 BM145
- 2017 BN145
- 2017 BO145
- 2017 BP145
- 2017 BQ145
- 2017 BR145
- 2017 BS145
- 2017 BT145
- 2017 BU145
- 2017 BV145
- 2017 BX145
- 2017 BY145
- 2017 BZ145
- 2017 BA146
- 2017 BE146
- 2017 BG146
- 2017 BH146
- 2017 BJ146
- 2017 BK146
- 2017 BL146
- 2017 BM146
- 2017 BN146
- 2017 BO146
- 2017 BP146
- 2017 BR146
- 2017 BS146
- 2017 BT146
- 2017 BX146
- 2017 BZ146
- 2017 BA147
- 2017 BB147
- 2017 BC147
- 2017 BD147
- 2017 BF147
- 2017 BG147
- 2017 BH147
- 2017 BJ147
- 2017 BL147
- 2017 BM147
- 2017 BN147
- 2017 BP147
- 2017 BR147
- 2017 BS147
- 2017 BT147
- 2017 BU147
- 2017 BV147
- 2017 BW147
- 2017 BX147
- 2017 BY147
- 2017 BZ147
- 2017 BA148
- 2017 BB148
- 2017 BF148
- 2017 BH148
- 2017 BJ148
- 2017 BK148
- 2017 BL148
- 2017 BN148
- 2017 BO148
- 2017 BP148
- 2017 BQ148
- 2017 BR148
- 2017 BS148
- 2017 BT148
- 2017 BU148
- 2017 BV148
- 2017 BW148
- 2017 BX148
- 2017 BY148
- 2017 BA149
- 2017 BB149
- 2017 BC149
- 2017 BG149
- 2017 BH149
- 2017 BK149
- 2017 BM149
- 2017 BN149
- 2017 BO149
- 2017 BQ149
- 2017 BR149
- 2017 BS149
- 2017 BT149
- 2017 BU149
- 2017 BX149
- 2017 BY149
- 2017 BZ149
- 2017 BA150
- 2017 BB150
- 2017 BC150
- 2017 BD150
- 2017 BE150
- 2017 BF150
- 2017 BG150
- 2017 BK150
- 2017 BL150
- 2017 BO150
- 2017 BP150
- 2017 BQ150
- 2017 BR150
- 2017 BS150
- 2017 BT150
- 2017 BU150
- 2017 BV150
- 2017 BW150
- 2017 BX150
- 2017 BY150
- 2017 BZ150
- 2017 BA151
- 2017 BB151
- 2017 BC151
- 2017 BE151
- 2017 BF151
- 2017 BG151
- 2017 BH151
- 2017 BJ151
- 2017 BK151
- 2017 BL151
- 2017 BM151
- 2017 BN151
- 2017 BO151
- 2017 BP151
- 2017 BQ151
- 2017 BR151
- 2017 BS151
- 2017 BT151
- 2017 BU151
- 2017 BV151
- 2017 BW151
- 2017 BY151
- 2017 BZ151
- 2017 BA152
- 2017 BB152
- 2017 BC152
- 2017 BD152
- 2017 BE152
- 2017 BG152
- 2017 BH152
- 2017 BJ152
- 2017 BK152
- 2017 BL152
- 2017 BM152
- 2017 BN152
- 2017 BO152
- 2017 BQ152
- 2017 BS152
- 2017 BT152
- 2017 BU152
- 2017 BV152
- 2017 BW152
- 2017 BX152
- 2017 BY152
- 2017 BZ152
- 2017 BA153
- 2017 BB153
- 2017 BC153
- 2017 BD153
- 2017 BE153
- 2017 BF153
- 2017 BG153
- 2017 BH153
- 2017 BL153
- 2017 BN153
- 2017 BO153
- 2017 BP153
- 2017 BR153
- 2017 BS153
- 2017 BT153
- 2017 BV153
- 2017 BW153
- 2017 BX153
- 2017 BY153
- 2017 BZ153
- 2017 BA154
- 2017 BB154
- 2017 BE154
- 2017 BF154
- 2017 BG154
- 2017 BH154
- 2017 BK154
- 2017 BL154
- 2017 BM154
- 2017 BN154
- 2017 BO154
- 2017 BP154
- 2017 BQ154
- 2017 BR154
- 2017 BS154
- 2017 BT154
- 2017 BU154
- 2017 BV154
- 2017 BW154
- 2017 BX154
- 2017 BY154
- 2017 BA155
- 2017 BC155
- 2017 BD155
- 2017 BE155
- 2017 BH155
- 2017 BL155
- 2017 BN155
- 2017 BP155
- 2017 BQ155
- 2017 BR155
- 2017 BS155
- 2017 BT155
- 2017 BW155
- 2017 BX155
- 2017 BY155
- 2017 BZ155
- 2017 BB156
- 2017 BC156
- 2017 BD156
- 2017 BE156
- 2017 BF156
- 2017 BG156
- 2017 BH156
- 2017 BJ156
- 2017 BK156
- 2017 BL156
- 2017 BM156
- 2017 BO156
- 2017 BP156
- 2017 BQ156
- 2017 BV156
- 2017 BC157
- 2017 BF157
- 2017 BK157
- 2017 BM157
- 2017 BO157
- 2017 BQ157
- 2017 BR157
- 2017 BT157
- 2017 BU157
- 2017 BW157
- 2017 BX157
- 2017 BY157
- 2017 BB158
- 2017 BC158
- 2017 BD158
- 2017 BE158
- 2017 BF158
- 2017 BG158
- 2017 BJ158
- 2017 BL158
- 2017 BM158
- 2017 BN158
- 2017 BO158
- 2017 BP158
- 2017 BQ158
- 2017 BT158
- 2017 BU158
- 2017 BV158
- 2017 BW158
- 2017 BX158
- 2017 BY158
- 2017 BC159
- 2017 BG159
- 2017 BH159
- 2017 BL159
- 2017 BN159
- 2017 BO159
- 2017 BQ159
- 2017 BS159
- 2017 BT159
- 2017 BU159
- 2017 BV159
- 2017 BW159
- 2017 BY159
- 2017 BZ159
- 2017 BA160
- 2017 BB160
- 2017 BC160
- 2017 BD160
- 2017 BE160
- 2017 BF160
- 2017 BJ160
- 2017 BK160
- 2017 BQ160
- 2017 BY160
- 2017 BZ160
- 2017 BA161
- 2017 BB161
- 2017 BG161
- 2017 BJ161
- 2017 BK161
- 2017 BL161
- 2017 BN161
- 2017 BO161
- 2017 BP161
- 2017 BQ161
- 2017 BS161
- 2017 BT161
- 2017 BV161
- 2017 BW161
- 2017 BY161
- 2017 BZ161
- 2017 BA162
- 2017 BB162
- 2017 BD162
- 2017 BE162
- 2017 BF162
- 2017 BG162
- 2017 BH162
- 2017 BJ162
- 2017 BK162
- 2017 BL162
- 2017 BM162
- 2017 BN162
- 2017 BO162
- 2017 BP162
- 2017 BQ162
- 2017 BR162
- 2017 BS162
- 2017 BT162
- 2017 BV162
- 2017 BX162
- 2017 BY162
- 2017 BZ162
- 2017 BA163
- 2017 BB163
- 2017 BC163
- 2017 BD163
- 2017 BE163
- 2017 BF163
- 2017 BG163
- 2017 BJ163
- 2017 BK163
- 2017 BL163
- 2017 BN163
- 2017 BO163
- 2017 BQ163
- 2017 BS163
- 2017 BV163
- 2017 BW163
- 2017 BY163
- 2017 BA164
- 2017 BB164
- 2017 BC164
- 2017 BE164
- 2017 BG164
- 2017 BH164
- 2017 BJ164
- 2017 BK164
- 2017 BL164
- 2017 BM164
- 2017 BN164
- 2017 BO164
- 2017 BP164
- 2017 BR164
- 2017 BS164
- 2017 BT164
- 2017 BV164
- 2017 BX164
- 2017 BA165
- 2017 BB165
- 2017 BC165
- 2017 BE165
- 2017 BF165
- 2017 BG165
- 2017 BH165
- 2017 BJ165
- 2017 BN165
- 2017 BO165
- 2017 BP165
- 2017 BQ165
- 2017 BR165
- 2017 BS165
- 2017 BT165
- 2017 BU165
- 2017 BV165
- 2017 BW165
- 2017 BY165
- 2017 BZ165
- 2017 BA166
- 2017 BB166
- 2017 BD166
- 2017 BF166
- 2017 BH166
- 2017 BK166
- 2017 BL166
- 2017 BM166
- 2017 BN166
- 2017 BO166
- 2017 BP166
- 2017 BR166
- 2017 BS166
- 2017 BT166
- 2017 BU166
- 2017 BV166
- 2017 BW166
- 2017 BX166
- 2017 BY166
- 2017 BA167
- 2017 BC167
- 2017 BE167
- 2017 BF167
- 2017 BG167
- 2017 BH167
- 2017 BJ167
- 2017 BK167
- 2017 BL167
- 2017 BM167
- 2017 BN167
- 2017 BQ167
- 2017 BR167
- 2017 BT167
- 2017 BV167
- 2017 BW167
- 2017 BX167
- 2017 BY167
- 2017 BA168
- 2017 BB168
- 2017 BD168
- 2017 BE168
- 2017 BF168
- 2017 BG168
- 2017 BH168
- 2017 BJ168
- 2017 BL168
- 2017 BO168
- 2017 BP168
- 2017 BQ168
- 2017 BR168
- 2017 BS168
- 2017 BT168
- 2017 BV168
- 2017 BX168
- 2017 BY168
- 2017 BC169
- 2017 BE169
- 2017 BG169
- 2017 BH169
- 2017 BJ169
- 2017 BK169
- 2017 BL169
- 2017 BN169
- 2017 BO169
- 2017 BP169
- 2017 BQ169
- 2017 BR169
- 2017 BT169
- 2017 BU169
- 2017 BV169
- 2017 BW169
- 2017 BY169
- 2017 BZ169
- 2017 BB170
- 2017 BC170
- 2017 BD170
- 2017 BE170
- 2017 BF170
- 2017 BJ170
- 2017 BK170
- 2017 BL170
- 2017 BM170
- 2017 BN170
- 2017 BO170
- 2017 BP170
- 2017 BQ170
- 2017 BS170
- 2017 BT170
- 2017 BU170
- 2017 BV170
- 2017 BW170
- 2017 BX170
- 2017 BY170
- 2017 BA171
- 2017 BE171
- 2017 BG171
- 2017 BH171
- 2017 BJ171
- 2017 BK171
- 2017 BL171
- 2017 BM171
- 2017 BN171
- 2017 BO171
- 2017 BP171
- 2017 BQ171
- 2017 BR171
- 2017 BS171
- 2017 BT171
- 2017 BU171
- 2017 BV171
- 2017 BW171
- 2017 BY171
- 2017 BB172
- 2017 BC172
- 2017 BD172
- 2017 BE172
- 2017 BF172
- 2017 BG172
- 2017 BH172
- 2017 BJ172
- 2017 BK172
- 2017 BL172
- 2017 BM172
- 2017 BN172
- 2017 BO172
- 2017 BP172
- 2017 BS172
- 2017 BT172
- 2017 BV172
- 2017 BW172
- 2017 BX172
- 2017 BY172
- 2017 BZ172
- 2017 BA173
- 2017 BC173
- 2017 BD173
- 2017 BE173
- 2017 BF173
- 2017 BG173
- 2017 BH173
- 2017 BJ173
- 2017 BK173
- 2017 BL173
- 2017 BM173
- 2017 BN173
- 2017 BO173
- 2017 BP173
- 2017 BR173
- 2017 BS173
- 2017 BT173
- 2017 BU173
- 2017 BV173
- 2017 BW173
- 2017 BX173
- 2017 BY173
- 2017 BZ173
- 2017 BA174
- 2017 BB174
- 2017 BC174
- 2017 BD174
- 2017 BE174
- 2017 BF174
- 2017 BG174
- 2017 BH174
- 2017 BK174
- 2017 BL174
- 2017 BO174
- 2017 BP174
- 2017 BQ174
- 2017 BR174
- 2017 BS174
- 2017 BT174
- 2017 BU174
- 2017 BV174
- 2017 BW174
- 2017 BA175
- 2017 BB175
- 2017 BC175
- 2017 BD175
- 2017 BE175
- 2017 BF175
- 2017 BG175
- 2017 BK175
- 2017 BL175
- 2017 BM175
- 2017 BN175
- 2017 BO175
- 2017 BP175
- 2017 BQ175
- 2017 BR175
- 2017 BS175
- 2017 BU175
- 2017 BV175
- 2017 BW175
- 2017 BX175
- 2017 BY175
- 2017 BZ175
- 2017 BA176
- 2017 BB176
- 2017 BC176
- 2017 BD176
- 2017 BE176
- 2017 BF176
- 2017 BG176
- 2017 BH176
- 2017 BJ176
- 2017 BK176
- 2017 BL176
- 2017 BN176
- 2017 BO176
- 2017 BP176
- 2017 BR176
- 2017 BS176
- 2017 BT176
- 2017 BV176
- 2017 BW176
- 2017 BY176
- 2017 BZ176
- 2017 BA177
- 2017 BB177
- 2017 BC177
- 2017 BD177
- 2017 BE177
- 2017 BF177
- 2017 BG177
- 2017 BH177
- 2017 BJ177
- 2017 BL177
- 2017 BM177
- 2017 BN177
- 2017 BO177
- 2017 BP177
- 2017 BQ177
- 2017 BR177
- 2017 BT177
- 2017 BU177
- 2017 BV177
- 2017 BW177
- 2017 BY177
- 2017 BA178
- 2017 BB178
- 2017 BE178
- 2017 BG178
- 2017 BK178
- 2017 BM178
- 2017 BO178
- 2017 BQ178
- 2017 BS178
- 2017 BT178
- 2017 BU178
- 2017 BV178
- 2017 BX178
- 2017 BY178
- 2017 BZ178
- 2017 BA179
- 2017 BG179
- 2017 BH179
- 2017 BJ179
- 2017 BK179
- 2017 BL179
- 2017 BM179
- 2017 BP179
- 2017 BR179
- 2017 BT179
- 2017 BU179
- 2017 BW179
- 2017 BX179
- 2017 BY179
- 2017 BZ179
- 2017 BA180
- 2017 BE180
- 2017 BG180
- 2017 BJ180
- 2017 BK180
- 2017 BL180
- 2017 BM180
- 2017 BN180
- 2017 BO180
- 2017 BP180
- 2017 BQ180
- 2017 BR180
- 2017 BS180
- 2017 BT180
- 2017 BU180
- 2017 BW180
- 2017 BY180
- 2017 BZ180
- 2017 BB181
- 2017 BC181
- 2017 BD181
- 2017 BF181
- 2017 BG181
- 2017 BH181
- 2017 BJ181
- 2017 BK181
- 2017 BM181
- 2017 BQ181
- 2017 BR181
- 2017 BS181
- 2017 BT181
- 2017 BV181
- 2017 BW181
- 2017 BX181
- 2017 BY181
- 2017 BA182
- 2017 BC182
- 2017 BD182
- 2017 BF182
- 2017 BH182
- 2017 BJ182
- 2017 BK182
- 2017 BM182
- 2017 BN182
- 2017 BO182
- 2017 BP182
- 2017 BQ182
- 2017 BR182
- 2017 BT182
- 2017 BU182
- 2017 BV182
- 2017 BZ182
- 2017 BA183
- 2017 BB183
- 2017 BC183
- 2017 BD183
- 2017 BE183
- 2017 BF183
- 2017 BG183
- 2017 BH183
- 2017 BK183
- 2017 BL183
- 2017 BM183
- 2017 BO183
- 2017 BP183
- 2017 BQ183
- 2017 BR183
- 2017 BS183
- 2017 BT183
- 2017 BU183
- 2017 BV183
- 2017 BW183
- 2017 BX183
- 2017 BY183
- 2017 BZ183
- 2017 BA184
- 2017 BE184
- 2017 BJ184
- 2017 BK184
- 2017 BL184
- 2017 BM184
- 2017 BO184
- 2017 BP184
- 2017 BQ184
- 2017 BR184
- 2017 BS184
- 2017 BT184
- 2017 BU184
- 2017 BV184
- 2017 BW184
- 2017 BY184
- 2017 BZ184
- 2017 BA185
- 2017 BC185
- 2017 BD185
- 2017 BE185
- 2017 BH185
- 2017 BJ185
- 2017 BK185
- 2017 BL185
- 2017 BM185
- 2017 BN185
- 2017 BO185
- 2017 BP185
- 2017 BQ185
- 2017 BS185
- 2017 BT185
- 2017 BU185
- 2017 BV185
- 2017 BW185
- 2017 BX185
- 2017 BY185
- 2017 BZ185
- 2017 BB186
- 2017 BC186
- 2017 BD186
- 2017 BE186
- 2017 BF186
- 2017 BG186
- 2017 BH186
- 2017 BJ186
- 2017 BK186
- 2017 BN186
- 2017 BP186
- 2017 BQ186
- 2017 BR186
- 2017 BS186
- 2017 BT186
- 2017 BU186
- 2017 BV186
- 2017 BW186
- 2017 BZ186
- 2017 BA187
- 2017 BB187
- 2017 BC187
- 2017 BD187
- 2017 BF187
- 2017 BG187
- 2017 BH187
- 2017 BJ187
- 2017 BK187
- 2017 BL187
- 2017 BM187
- 2017 BN187
- 2017 BO187
- 2017 BP187
- 2017 BQ187
- 2017 BR187
- 2017 BS187
- 2017 BT187
- 2017 BU187
- 2017 BV187
- 2017 BW187
- 2017 BX187
- 2017 BY187
- 2017 BZ187
- 2017 BA188
- 2017 BB188
- 2017 BC188
- 2017 BD188
- 2017 BE188
- 2017 BF188
- 2017 BG188
- 2017 BJ188
- 2017 BK188
- 2017 BL188
- 2017 BN188
- 2017 BO188
- 2017 BP188
- 2017 BQ188
- 2017 BR188
- 2017 BS188
- 2017 BT188
- 2017 BU188
- 2017 BV188
- 2017 BW188
- 2017 BX188
- 2017 BY188
- 2017 BZ188
- 2017 BA189
- 2017 BD189
- 2017 BE189
- 2017 BF189
- 2017 BG189
- 2017 BH189
- 2017 BJ189
- 2017 BK189
- 2017 BL189
- 2017 BN189
- 2017 BO189
- 2017 BP189
- 2017 BQ189
- 2017 BR189
- 2017 BS189
- 2017 BT189
- 2017 BV189
- 2017 BW189
- 2017 BX189
- 2017 BY189
- 2017 BZ189
- 2017 BA190
- 2017 BB190
- 2017 BC190
- 2017 BD190
- 2017 BE190
- 2017 BF190
- 2017 BG190
- 2017 BH190
- 2017 BJ190
- 2017 BO190
- 2017 BP190
- 2017 BS190
- 2017 BT190
- 2017 BU190
- 2017 BW190
- 2017 BX190
- 2017 BY190
- 2017 BZ190
- 2017 BA191
- 2017 BB191
- 2017 BC191
- 2017 BD191
- 2017 BE191
- 2017 BF191
- 2017 BH191
- 2017 BJ191
- 2017 BL191
- 2017 BN191
- 2017 BO191
- 2017 BR191
- 2017 BS191
- 2017 BT191
- 2017 BU191
- 2017 BV191
- 2017 BW191
- 2017 BX191
- 2017 BY191
- 2017 BA192
- 2017 BB192
- 2017 BC192
- 2017 BD192
- 2017 BE192
- 2017 BF192
- 2017 BG192
- 2017 BH192
- 2017 BJ192
- 2017 BK192
- 2017 BL192
- 2017 BM192
- 2017 BN192
- 2017 BO192
- 2017 BP192
- 2017 BQ192
- 2017 BS192
- 2017 BT192
- 2017 BU192
- 2017 BV192
- 2017 BW192
- 2017 BX192
- 2017 BY192
- 2017 BZ192
- 2017 BA193
- 2017 BB193
- 2017 BD193
- 2017 BE193
- 2017 BF193
- 2017 BG193
- 2017 BH193
- 2017 BJ193
- 2017 BK193
- 2017 BL193
- 2017 BN193
- 2017 BO193
- 2017 BP193
- 2017 BQ193
- 2017 BR193
- 2017 BS193
- 2017 BT193
- 2017 BU193
- 2017 BV193
- 2017 BW193
- 2017 BX193
- 2017 BY193
- 2017 BA194
- 2017 BB194
- 2017 BC194
- 2017 BD194
- 2017 BE194
- 2017 BF194
- 2017 BG194
- 2017 BH194
- 2017 BL194
- 2017 BM194
- 2017 BN194
- 2017 BO194
- 2017 BP194
- 2017 BR194
- 2017 BS194
- 2017 BT194
- 2017 BU194
- 2017 BV194
- 2017 BW194
- 2017 BX194
- 2017 BY194
- 2017 BZ194
- 2017 BA195
- 2017 BD195
- 2017 BE195
- 2017 BF195
- 2017 BG195
- 2017 BH195
- 2017 BJ195
- 2017 BK195
- 2017 BL195
- 2017 BM195
- 2017 BN195
- 2017 BO195
- 2017 BP195
- 2017 BQ195
- 2017 BR195
- 2017 BS195
- 2017 BT195
- 2017 BU195
- 2017 BV195
- 2017 BW195
- 2017 BX195
- 2017 BY195
- 2017 BZ195
- 2017 BA196
- 2017 BB196
- 2017 BC196
- 2017 BD196
- 2017 BE196
- 2017 BF196
- 2017 BG196
- 2017 BH196
- 2017 BJ196
- 2017 BK196
- 2017 BL196
- 2017 BN196
- 2017 BO196
- 2017 BP196
- 2017 BR196
- 2017 BS196
- 2017 BT196
- 2017 BU196
- 2017 BV196
- 2017 BW196
- 2017 BX196
- 2017 BY196
- 2017 BZ196
- 2017 BA197
- 2017 BB197
- 2017 BC197
- 2017 BD197
- 2017 BE197
- 2017 BF197
- 2017 BG197
- 2017 BH197
- 2017 BJ197
- 2017 BK197
- 2017 BL197
- 2017 BM197
- 2017 BN197
- 2017 BO197
- 2017 BP197
- 2017 BQ197
- 2017 BR197
- 2017 BS197
- 2017 BU197
- 2017 BV197
- 2017 BW197
- 2017 BX197
- 2017 BY197
- 2017 BZ197
- 2017 BA198
- 2017 BB198
- 2017 BC198
- 2017 BD198
- 2017 BE198
- 2017 BF198
- 2017 BG198
- 2017 BH198
- 2017 BJ198
- 2017 BK198
- 2017 BL198
- 2017 BM198
- 2017 BN198
- 2017 BO198
- 2017 BP198
- 2017 BQ198
- 2017 BR198
- 2017 BS198
- 2017 BT198
- 2017 BU198
- 2017 BW198
- 2017 BX198
- 2017 BY198
- 2017 BZ198
- 2017 BA199
- 2017 BB199
- 2017 BC199
- 2017 BD199
- 2017 BE199
- 2017 BF199
- 2017 BG199
- 2017 BH199
- 2017 BJ199
- 2017 BL199
- 2017 BM199
- 2017 BN199
- 2017 BO199
- 2017 BQ199
- 2017 BR199
- 2017 BS199
- 2017 BT199
- 2017 BV199
- 2017 BW199
- 2017 BX199
- 2017 BZ199
- 2017 BA200
- 2017 BB200
- 2017 BC200
- 2017 BD200
- 2017 BE200
- 2017 BF200
- 2017 BG200
- 2017 BH200
- 2017 BJ200
- 2017 BK200
- 2017 BL200
- 2017 BM200
- 2017 BN200
- 2017 BO200
- 2017 BP200
- 2017 BQ200
- 2017 BR200
- 2017 BS200
- 2017 BT200
- 2017 BU200
- 2017 BW200
- 2017 BX200
- 2017 BY200
- 2017 BZ200
- 2017 BA201
- 2017 BB201
- 2017 BC201
- 2017 BD201
- 2017 BE201
- 2017 BF201
- 2017 BG201
- 2017 BJ201
- 2017 BK201
- 2017 BL201
- 2017 BM201
- 2017 BN201
- 2017 BO201
- 2017 BP201
- 2017 BQ201
- 2017 BS201
- 2017 BT201
- 2017 BU201
- 2017 BV201
- 2017 BW201
- 2017 BX201
- 2017 BY201
- 2017 BZ201
- 2017 BA202
- 2017 BB202
- 2017 BC202
- 2017 BE202
- 2017 BF202
- 2017 BG202
- 2017 BJ202
- 2017 BK202
- 2017 BL202
- 2017 BM202
- 2017 BN202
- 2017 BO202
- 2017 BP202
- 2017 BR202
- 2017 BS202
- 2017 BT202
- 2017 BU202
- 2017 BV202
- 2017 BW202
- 2017 BX202
- 2017 BY202
- 2017 BZ202
- 2017 BA203
- 2017 BB203
- 2017 BC203
- 2017 BD203
- 2017 BE203
- 2017 BG203
- 2017 BJ203
- 2017 BK203
- 2017 BL203
- 2017 BM203
- 2017 BO203
- 2017 BQ203
- 2017 BR203
- 2017 BS203
- 2017 BT203
- 2017 BU203
- 2017 BV203
- 2017 BW203
- 2017 BX203
- 2017 BY203
- 2017 BZ203
- 2017 BA204
- 2017 BB204
- 2017 BC204
- 2017 BD204
- 2017 BE204
- 2017 BF204
- 2017 BG204
- 2017 BH204
- 2017 BJ204
- 2017 BK204
- 2017 BL204
- 2017 BN204
- 2017 BO204
- 2017 BP204
- 2017 BQ204
- 2017 BR204
- 2017 BS204
- 2017 BU204
- 2017 BV204
- 2017 BY204
- 2017 BZ204
- 2017 BA205
- 2017 BB205
- 2017 BC205
- 2017 BD205
- 2017 BE205
- 2017 BF205
- 2017 BG205
- 2017 BH205
- 2017 BJ205
- 2017 BK205
- 2017 BL205
- 2017 BN205
- 2017 BO205
- 2017 BP205
- 2017 BQ205
- 2017 BR205
- 2017 BS205
- 2017 BT205
- 2017 BU205
- 2017 BV205
- 2017 BW205
- 2017 BX205
- 2017 BY205
- 2017 BZ205
- 2017 BA206
- 2017 BB206
- 2017 BC206
- 2017 BD206
- 2017 BE206
- 2017 BF206
- 2017 BG206
- 2017 BH206
- 2017 BJ206
- 2017 BK206
- 2017 BL206
- 2017 BN206
- 2017 BO206
- 2017 BP206
- 2017 BQ206
- 2017 BR206
- 2017 BT206
- 2017 BU206
- 2017 BV206
- 2017 BW206
- 2017 BX206
- 2017 BY206
- 2017 BZ206
- 2017 BA207
- 2017 BB207
- 2017 BC207
- 2017 BD207
- 2017 BF207
- 2017 BG207
- 2017 BH207
- 2017 BJ207
- 2017 BK207
- 2017 BL207
- 2017 BM207
- 2017 BN207
- 2017 BP207
- 2017 BQ207
- 2017 BR207
- 2017 BS207
- 2017 BT207
- 2017 BV207
- 2017 BY207
- 2017 BZ207
- 2017 BA208
- 2017 BB208
- 2017 BC208
- 2017 BD208
- 2017 BE208
- 2017 BF208
- 2017 BG208
- 2017 BH208
- 2017 BJ208
- 2017 BK208
- 2017 BL208
- 2017 BM208
- 2017 BN208
- 2017 BO208
- 2017 BP208
- 2017 BQ208
- 2017 BR208
- 2017 BS208
- 2017 BT208
- 2017 BU208
- 2017 BX208
- 2017 BY208
- 2017 BZ208
- 2017 BA209
- 2017 BB209
- 2017 BC209
- 2017 BD209
- 2017 BE209
- 2017 BF209
- 2017 BG209
- 2017 BH209
- 2017 BJ209
- 2017 BL209
- 2017 BM209
- 2017 BO209
- 2017 BP209
- 2017 BQ209
- 2017 BS209
- 2017 BT209
- 2017 BU209
- 2017 BV209
- 2017 BW209
- 2017 BX209
- 2017 BY209
- 2017 BZ209
- 2017 BA210
- 2017 BB210
- 2017 BD210
- 2017 BE210
- 2017 BF210
- 2017 BG210
- 2017 BH210
- 2017 BJ210
- 2017 BK210
- 2017 BL210
- 2017 BM210
- 2017 BN210
- 2017 BP210
- 2017 BQ210
- 2017 BR210
- 2017 BS210
- 2017 BT210
- 2017 BU210
- 2017 BV210
- 2017 BW210
- 2017 BX210
- 2017 BY210
- 2017 BZ210
- 2017 BA211
- 2017 BB211
- 2017 BC211
- 2017 BD211
- 2017 BE211
- 2017 BF211
- 2017 BG211
- 2017 BJ211
- 2017 BK211
- 2017 BL211
- 2017 BN211
- 2017 BO211
- 2017 BP211
- 2017 BQ211
- 2017 BR211
- 2017 BT211
- 2017 BV211
- 2017 BW211
- 2017 BX211
- 2017 BY211
- 2017 BZ211
- 2017 BA212
- 2017 BB212
- 2017 BC212
- 2017 BD212
- 2017 BE212
- 2017 BF212
- 2017 BG212
- 2017 BH212
- 2017 BJ212
- 2017 BK212
- 2017 BL212
- 2017 BN212
- 2017 BO212
- 2017 BP212
- 2017 BQ212
- 2017 BR212
- 2017 BS212
- 2017 BT212
- 2017 BV212
- 2017 BW212
- 2017 BX212
- 2017 BY212
- 2017 BZ212
- 2017 BA213
- 2017 BB213
- 2017 BC213
- 2017 BD213
- 2017 BE213
- 2017 BF213
- 2017 BG213
- 2017 BH213
- 2017 BJ213
- 2017 BK213
- 2017 BL213
- 2017 BM213
- 2017 BN213
- 2017 BO213
- 2017 BP213
- 2017 BQ213
- 2017 BR213
- 2017 BS213
- 2017 BT213
- 2017 BU213
- 2017 BV213
- 2017 BW213
- 2017 BX213
- 2017 BY213
- 2017 BZ213
- 2017 BA214
- 2017 BB214
- 2017 BC214
- 2017 BD214
- 2017 BF214
- 2017 BG214
- 2017 BH214
- 2017 BJ214
- 2017 BK214
- 2017 BL214
- 2017 BM214
- 2017 BN214
- 2017 BO214
- 2017 BP214
- 2017 BQ214
- 2017 BR214
- 2017 BS214
- 2017 BT214
- 2017 BU214
- 2017 BV214
- 2017 BW214
- 2017 BX214
- 2017 BY214
- 2017 BZ214
- 2017 BA215
- 2017 BB215
- 2017 BC215
- 2017 BD215
- 2017 BE215
- 2017 BF215
- 2017 BG215
- 2017 BH215
- 2017 BJ215
- 2017 BK215
- 2017 BL215
- 2017 BM215
- 2017 BN215
- 2017 BO215
- 2017 BP215
- 2017 BQ215
- 2017 BR215
- 2017 BS215
- 2017 BU215
- 2017 BV215
- 2017 BW215
- 2017 BY215
- 2017 BZ215
- 2017 BA216
- 2017 BB216
- 2017 BC216
- 2017 BD216
- 2017 BE216
- 2017 BF216
- 2017 BG216
- 2017 BJ216
- 2017 BK216
- 2017 BM216
- 2017 BN216
- 2017 BO216
- 2017 BP216
- 2017 BR216
- 2017 BS216
- 2017 BT216
- 2017 BU216
- 2017 BV216
- 2017 BW216
- 2017 BX216
- 2017 BY216
- 2017 BZ216
- 2017 BA217
- 2017 BB217
- 2017 BC217
- 2017 BD217
- 2017 BE217
- 2017 BF217
- 2017 BG217
- 2017 BH217
- 2017 BJ217
- 2017 BK217
- 2017 BL217
- 2017 BM217
- 2017 BN217
- 2017 BO217
- 2017 BP217
- 2017 BQ217
- 2017 BR217
- 2017 BS217
- 2017 BT217
- 2017 BU217
- 2017 BV217
- 2017 BW217
- 2017 BX217
- 2017 BY217
- 2017 BZ217
- 2017 BA218
- 2017 BB218
- 2017 BC218
- 2017 BD218
- 2017 BE218
- 2017 BF218
- 2017 BG218
- 2017 BH218
- 2017 BJ218
- 2017 BK218
- 2017 BL218
- 2017 BM218
- 2017 BN218
- 2017 BO218
- 2017 BP218
- 2017 BQ218
- 2017 BR218
- 2017 BS218
- 2017 BT218
- 2017 BU218
- 2017 BV218
- 2017 BW218
- 2017 BX218
- 2017 BY218
- 2017 BZ218
- 2017 BA219
- 2017 BB219
- 2017 BC219
- 2017 BD219
- 2017 BE219
- 2017 BF219
- 2017 BG219
- 2017 BH219
- 2017 BK219
- 2017 BL219
- 2017 BM219
- 2017 BN219
- 2017 BO219
- 2017 BP219
- 2017 BQ219
- 2017 BR219
- 2017 BS219
- 2017 BT219
- 2017 BU219
- 2017 BV219
- 2017 BW219
- 2017 BX219
- 2017 BY219
- 2017 BZ219
- 2017 BA220
- 2017 BB220
- 2017 BC220
- 2017 BD220
- 2017 BE220
- 2017 BF220
- 2017 BG220
- 2017 BH220
- 2017 BK220
- 2017 BL220
- 2017 BM220
- 2017 BN220
- 2017 BO220
- 2017 BP220
- 2017 BQ220
- 2017 BR220
- 2017 BS220
- 2017 BT220
- 2017 BU220
- 2017 BV220
- 2017 BW220
- 2017 BX220
- 2017 BY220
- 2017 BZ220
- 2017 BA221
- 2017 BC221
- 2017 BD221
- 2017 BE221
- 2017 BF221
- 2017 BG221
- 2017 BH221
- 2017 BJ221
- 2017 BL221
- 2017 BM221
- 2017 BN221
- 2017 BO221
- 2017 BP221
- 2017 BQ221
- 2017 BR221
- 2017 BS221
- 2017 BU221
- 2017 BW221
- 2017 BX221
- 2017 BY221
- 2017 BZ221
- 2017 BA222
- 2017 BC222
- 2017 BE222
- 2017 BF222
- 2017 BG222
- 2017 BH222
- 2017 BJ222
- 2017 BK222
- 2017 BM222
- 2017 BO222
- 2017 BP222
- 2017 BQ222
- 2017 BR222
- 2017 BS222
- 2017 BT222
- 2017 BU222
- 2017 BV222
- 2017 BW222
- 2017 BX222
- 2017 BY222
- 2017 BZ222
- 2017 BA223
- 2017 BB223
- 2017 BC223
- 2017 BD223
- 2017 BE223
- 2017 BF223
- 2017 BG223
- 2017 BH223
- 2017 BJ223
- 2017 BK223
- 2017 BL223
- 2017 BM223
- 2017 BN223
- 2017 BO223
- 2017 BP223
- 2017 BQ223
- 2017 BR223
- 2017 BS223
- 2017 BT223
- 2017 BU223
- 2017 BV223
- 2017 BW223
- 2017 BY223
- 2017 BZ223
- 2017 BA224
- 2017 BB224
- 2017 BC224
- 2017 BD224
- 2017 BE224
- 2017 BF224
- 2017 BG224
- 2017 BH224
- 2017 BJ224
- 2017 BK224
- 2017 BL224
- 2017 BM224
- 2017 BN224
- 2017 BO224
- 2017 BP224
- 2017 BQ224
- 2017 BR224
- 2017 BS224
- 2017 BT224
- 2017 BU224
- 2017 BV224
- 2017 BW224
- 2017 BX224
- 2017 BY224
- 2017 BZ224
- 2017 BA225
- 2017 BB225
- 2017 BC225
- 2017 BD225
- 2017 BE225
- 2017 BF225
- 2017 BG225
- 2017 BH225
- 2017 BJ225
- 2017 BK225
- 2017 BL225
- 2017 BO225
- 2017 BP225
- 2017 BQ225
- 2017 BR225
- 2017 BS225
- 2017 BT225
- 2017 BU225
- 2017 BV225
- 2017 BW225
- 2017 BX225
- 2017 BY225
- 2017 BZ225
- 2017 BA226
- 2017 BB226
- 2017 BC226
- 2017 BD226
- 2017 BE226
- 2017 BF226
- 2017 BG226
- 2017 BH226
- 2017 BJ226
- 2017 BK226
- 2017 BL226
- 2017 BM226
- 2017 BN226
- 2017 BO226
- 2017 BP226
- 2017 BQ226
- 2017 BR226
- 2017 BS226
- 2017 BT226
- 2017 BU226
- 2017 BV226
- 2017 BW226
- 2017 BX226
- 2017 BY226
- 2017 BZ226
- 2017 BA227
- 2017 BB227
- 2017 BC227
- 2017 BD227
- 2017 BE227
- 2017 BF227
- 2017 BG227
- 2017 BH227
- 2017 BJ227
- 2017 BK227
- 2017 BL227
- 2017 BM227
- 2017 BN227
- 2017 BO227
- 2017 BP227
- 2017 BQ227
- 2017 BR227
- 2017 BS227
- 2017 BT227
- 2017 BU227
- 2017 BV227
- 2017 BW227
- 2017 BX227
- 2017 BY227
- 2017 BZ227
- 2017 BA228
- 2017 BB228
- 2017 BC228
- 2017 BD228
- 2017 BE228
- 2017 BF228
- 2017 BG228
- 2017 BH228
- 2017 BJ228
- 2017 BK228
- 2017 BL228
- 2017 BM228
- 2017 BN228
- 2017 BO228
- 2017 BP228
- 2017 BQ228
- 2017 BR228
- 2017 BS228
- 2017 BT228
- 2017 BU228
- 2017 BV228
- 2017 BW228
- 2017 BX228
- 2017 BY228
- 2017 BZ228
- 2017 BA229
- 2017 BB229
- 2017 BC229
- 2017 BD229
- 2017 BE229
- 2017 BG229
- 2017 BH229
- 2017 BJ229
- 2017 BK229
- 2017 BL229
- 2017 BM229
- 2017 BN229
- 2017 BO229
- 2017 BP229
- 2017 BQ229
- 2017 BR229
- 2017 BS229
- 2017 BT229
- 2017 BU229
- 2017 BV229
- 2017 BX229
- 2017 BY229
- 2017 BZ229
- 2017 BA230
- 2017 BC230
- 2017 BD230
- 2017 BE230
- 2017 BF230
- 2017 BG230
- 2017 BH230
- 2017 BJ230
- 2017 BK230
- 2017 BL230
- 2017 BM230
- 2017 BN230
- 2017 BO230
- 2017 BP230
- 2017 BQ230
- 2017 BR230
- 2017 BS230
- 2017 BT230
- 2017 BU230
- 2017 BV230
- 2017 BW230
- 2017 BX230
- 2017 BY230
- 2017 BZ230
- 2017 BA231
- 2017 BB231
- 2017 BC231
- 2017 BD231
- 2017 BF231
- 2017 BG231
- 2017 BH231
- 2017 BJ231
- 2017 BK231
- 2017 BL231
- 2017 BM231
- 2017 BN231
- 2017 BO231
- 2017 BP231
- 2017 BQ231
- 2017 BR231
- 2017 BS231
- 2017 BT231
- 2017 BU231
- 2017 BV231
- 2017 BW231
- 2017 BX231
- 2017 BY231
- 2017 BZ231
- 2017 BA232
- 2017 BB232
- 2017 BC232
- 2017 BD232
- 2017 BE232
- 2017 BF232
- 2017 BG232
- 2017 BH232
- 2017 BJ232
- 2017 BK232
- 2017 BL232
- 2017 BN232
- 2017 BO232
- 2017 BP232
- 2017 BQ232
- 2017 BR232
- 2017 BS232
- 2017 BT232
- 2017 BU232
- 2017 BV232
- 2017 BW232
- 2017 BY232
- 2017 BZ232
- 2017 BA233
- 2017 BB233
- 2017 BC233
- 2017 BD233
- 2017 BE233
- 2017 BF233
- 2017 BG233
- 2017 BH233
- 2017 BJ233
- 2017 BK233
- 2017 BL233
- 2017 BM233
- 2017 BN233
- 2017 BO233
- 2017 BP233
- 2017 BQ233
- 2017 BR233
- 2017 BS233
- 2017 BT233
- 2017 BU233
- 2017 BV233
- 2017 BW233
- 2017 BX233
- 2017 BY233
- 2017 BZ233
- 2017 BA234
- 2017 BB234
- 2017 BC234
- 2017 BD234
- 2017 BE234
- 2017 BF234
- 2017 BG234
- 2017 BH234
- 2017 BJ234
- 2017 BK234
- 2017 BL234
- 2017 BM234
- 2017 BN234
- 2017 BO234
- 2017 BP234
- 2017 BQ234
- 2017 BR234
- 2017 BS234
- 2017 BT234
- 2017 BU234
- 2017 BW234
- 2017 BX234
- 2017 BY234
- 2017 BZ234
- 2017 BA235
- 2017 BB235
- 2017 BC235
- 2017 BD235
- 2017 BE235
- 2017 BF235
- 2017 BG235
- 2017 BH235
- 2017 BJ235
- 2017 BK235
- 2017 BL235
- 2017 BM235
- 2017 BN235
- 2017 BO235
- 2017 BP235
- 2017 BQ235
- 2017 BR235
- 2017 BS235
- 2017 BT235
- 2017 BU235
- 2017 BV235
- 2017 BW235
- 2017 BX235
- 2017 BY235
- 2017 BZ235
- 2017 BA236
- 2017 BB236
- 2017 BC236
- 2017 BD236
- 2017 BE236
- 2017 BF236
- 2017 BG236
- 2017 BH236
- 2017 BJ236
- 2017 BK236
- 2017 BL236
- 2017 BM236
- 2017 BN236
- 2017 BO236
- 2017 BP236
- 2017 BQ236
- 2017 BR236
- 2017 BS236
- 2017 BT236
- 2017 BU236
- 2017 BV236
- 2017 BW236
- 2017 BX236
- 2017 BY236
- 2017 BZ236
- 2017 BA237
- 2017 BB237
- 2017 BC237
- 2017 BD237
- 2017 BE237
- 2017 BF237
- 2017 BG237
- 2017 BH237
- 2017 BJ237
- 2017 BK237
- 2017 BL237
- 2017 BM237
- 2017 BN237
- 2017 BO237
- 2017 BP237
- 2017 BQ237
- 2017 BR237
- 2017 BS237
- 2017 BT237
- 2017 BU237
- 2017 BV237
- 2017 BW237
- 2017 BX237
- 2017 BY237
- 2017 BZ237
- 2017 BA238
- 2017 BB238
- 2017 BC238
- 2017 BD238
- 2017 BE238
- 2017 BF238
- 2017 BG238
- 2017 BH238
- 2017 BJ238
- 2017 BK238
- 2017 BL238
- 2017 BM238
- 2017 BN238
- 2017 BO238
- 2017 BP238
- 2017 BQ238
- 2017 BR238
- 2017 BS238
- 2017 BT238
- 2017 BU238
- 2017 BV238
- 2017 BW238
- 2017 BX238
- 2017 BA239
- 2017 BB239
- 2017 BC239
- 2017 BD239
- 2017 BE239
- 2017 BF239
- 2017 BG239
- 2017 BH239
- 2017 BJ239
- 2017 BK239
- 2017 BL239
- 2017 BM239
- 2017 BN239
- 2017 BO239
- 2017 BP239
- 2017 BQ239
- 2017 BR239
- 2017 BS239
- 2017 BT239
- 2017 BU239
- 2017 BV239
- 2017 BW239
- 2017 BX239
- 2017 BY239
- 2017 BZ239
- 2017 BA240
- 2017 BB240
- 2017 BC240
- 2017 BD240
- 2017 BE240
- 2017 BF240
- 2017 BG240
- 2017 BJ240
- 2017 BP240
- 2017 BQ240
- 2017 BR240
- 2017 BS240
- 2017 BT240
- 2017 BU240
- 2017 BV240
- 2017 BW240
- 2017 BX240
- 2017 BY240
- 2017 BZ240
- 2017 BA241
- 2017 BB241
- 2017 BC241
- 2017 BD241
- 2017 BE241
- 2017 BF241
- 2017 BG241
- 2017 BH241
- 2017 BJ241
- 2017 BK241
- 2017 BM241
- 2017 BN241
- 2017 BO241
- 2017 BP241
- 2017 BQ241
- 2017 BR241
- 2017 BS241
- 2017 BT241
- 2017 BU241
- 2017 BV241
- 2017 BW241
- 2017 BX241
- 2017 BY241
- 2017 BZ241
- 2017 BA242
- 2017 BB242
- 2017 BC242
- 2017 BD242
- 2017 BE242
- 2017 BF242
- 2017 BG242
- 2017 BH242
- 2017 BJ242
- 2017 BK242
- 2017 BL242
- 2017 BM242
- 2017 BN242
- 2017 BO242
- 2017 BP242
- 2017 BQ242
- 2017 BR242
- 2017 BS242
- 2017 BT242
- 2017 BU242
- 2017 BV242
- 2017 BW242
- 2017 BX242
- 2017 BY242
- 2017 BZ242
- 2017 BA243
- 2017 BB243
- 2017 BC243
- 2017 BD243
- 2017 BE243
- 2017 BF243
- 2017 BG243
- 2017 BH243
- 2017 BJ243
- 2017 BK243
- 2017 BL243
- 2017 BM243
- 2017 BN243
- 2017 BO243
- 2017 BP243
- 2017 BQ243
- 2017 BR243
- 2017 BS243
- 2017 BT243
- 2017 BU243
- 2017 BV243
- 2017 BW243
- 2017 BX243
- 2017 BY243
- 2017 BZ243
- 2017 BA244
- 2017 BB244
- 2017 BC244
- 2017 BD244
- 2017 BE244
- 2017 BF244
- 2017 BG244
- 2017 BH244
- 2017 BJ244
- 2017 BK244
- 2017 BL244
- 2017 BM244
- 2017 BN244
- 2017 BO244
- 2017 BP244
- 2017 BQ244
- 2017 BR244
- 2017 BS244
- 2017 BT244
- 2017 BU244
- 2017 BV244
- 2017 BW244
- 2017 BX244
- 2017 BY244
- 2017 BZ244
- 2017 BA245
- 2017 BB245
- 2017 BC245
- 2017 BD245
- 2017 BE245
- 2017 BF245
- 2017 BG245
- 2017 BH245
- 2017 BJ245
- 2017 BK245
- 2017 BL245
- 2017 BN245
- 2017 BO245
- 2017 BP245
- 2017 BQ245
- 2017 BR245
- 2017 BS245
- 2017 BT245
- 2017 BU245
- 2017 BV245
- 2017 BW245
- 2017 BX245
- 2017 BY245
- 2017 BZ245
- 2017 BA246
- 2017 BB246
- 2017 BC246
- 2017 BD246
- 2017 BE246
- 2017 BF246
- 2017 BG246
- 2017 BH246
- 2017 BJ246
- 2017 BK246
- 2017 BL246
- 2017 BM246
- 2017 BN246
- 2017 BO246
- 2017 BP246
- 2017 BQ246
- 2017 BR246
- 2017 BS246
- 2017 BT246
- 2017 BU246
- 2017 BV246
- 2017 BW246
- 2017 BX246
- 2017 BY246
- 2017 BZ246
- 2017 BA247
- 2017 BB247
- 2017 BC247
- 2017 BD247
- 2017 BE247
- 2017 BF247
- 2017 BG247
- 2017 BH247
- 2017 BJ247
- 2017 BK247
- 2017 BL247
- 2017 BM247
- 2017 BN247
- 2017 BO247
- 2017 BP247
- 2017 BQ247
- 2017 BR247
- 2017 BS247
- 2017 BT247
- 2017 BU247
- 2017 BV247
- 2017 BW247
- 2017 BX247
- 2017 BY247
- 2017 BZ247
- 2017 BA248
- 2017 BB248
- 2017 BC248
- 2017 BD248
- 2017 BE248
- 2017 BF248
- 2017 BG248
- 2017 BH248
- 2017 BJ248
- 2017 BK248
- 2017 BL248
- 2017 BM248
- 2017 BN248
- 2017 BO248
- 2017 BP248
- 2017 BQ248
- 2017 BR248
- 2017 BS248
- 2017 BT248
- 2017 BU248
- 2017 BV248
- 2017 BW248
- 2017 BX248
- 2017 BY248
- 2017 BZ248
- 2017 BA249
- 2017 BB249
- 2017 BC249
- 2017 BD249
- 2017 BE249
- 2017 BF249
- 2017 BG249
- 2017 BH249
- 2017 BJ249
- 2017 BK249
- 2017 BL249
- 2017 BM249
- 2017 BN249
- 2017 BO249
- 2017 BP249
- 2017 BQ249
- 2017 BR249
- 2017 BS249
- 2017 BT249
- 2017 BU249
- 2017 BV249
- 2017 BW249
- 2017 BX249
- 2017 BY249
- 2017 BZ249
- 2017 BA250
- 2017 BB250
- 2017 BC250
- 2017 BE250
- 2017 BF250
- 2017 BG250
- 2017 BH250
- 2017 BJ250
- 2017 BK250
- 2017 BL250
- 2017 BM250
- 2017 BN250
- 2017 BO250
- 2017 BP250
- 2017 BQ250
- 2017 BR250
- 2017 BS250
- 2017 BT250
- 2017 BU250
- 2017 BV250
- 2017 BW250
- 2017 BX250
- 2017 BY250
- 2017 BZ250
- 2017 BA251
- 2017 BB251
- 2017 BC251
- 2017 BD251
- 2017 BE251
- 2017 BF251
- 2017 BG251
- 2017 BH251
- 2017 BJ251
- 2017 BK251
- 2017 BL251
- 2017 BN251
- 2017 BO251
- 2017 BP251
- 2017 BQ251
- 2017 BR251
- 2017 BS251
- 2017 BT251
- 2017 BU251
- 2017 BV251
- 2017 BW251
- 2017 BX251
- 2017 BY251
- 2017 BZ251
- 2017 BA252
- 2017 BB252
- 2017 BC252
- 2017 BD252
- 2017 BE252
- 2017 BF252
- 2017 BG252
- 2017 BH252
- 2017 BJ252
- 2017 BK252
- 2017 BL252
- 2017 BM252
- 2017 BN252
- 2017 BO252
- 2017 BP252
- 2017 BQ252
- 2017 BR252
- 2017 BS252
- 2017 BT252
- 2017 BU252
- 2017 BV252
- 2017 BW252
- 2017 BX252
- 2017 BY252
- 2017 BZ252
- 2017 BA253
- 2017 BB253
- 2017 BC253
- 2017 BD253
- 2017 BE253
- 2017 BF253
- 2017 BG253
- 2017 BH253
- 2017 BJ253
- 2017 BK253
- 2017 BL253
- 2017 BM253
- 2017 BN253
- 2017 BO253
- 2017 BP253
- 2017 BQ253
- 2017 BR253
- 2017 BS253
- 2017 BT253
- 2017 BU253
- 2017 BV253
- 2017 BW253
- 2017 BX253
- 2017 BY253
- 2017 BZ253
- 2017 BA254
- 2017 BB254
- 2017 BC254
- 2017 BD254
- 2017 BE254
- 2017 BF254
- 2017 BG254
- 2017 BH254
- 2017 BJ254
- 2017 BL254
- 2017 BM254
- 2017 BN254
- 2017 BO254
- 2017 BP254
- 2017 BQ254
- 2017 BR254
- 2017 BS254
- 2017 BT254
- 2017 BU254
- 2017 BW254
- 2017 BX254
- 2017 BY254
- 2017 BZ254
- 2017 BA255
- 2017 BC255
- 2017 BD255
- 2017 BE255
- 2017 BF255
- 2017 BG255
- 2017 BH255
- 2017 BJ255
- 2017 BK255
- 2017 BL255
- 2017 BM255
- 2017 BN255
- 2017 BO255
- 2017 BQ255
- 2017 BR255
- 2017 BS255
- 2017 BT255
- 2017 BU255
- 2017 BV255
- 2017 BW255
- 2017 BX255
- 2017 BZ255
- 2017 BA256
- 2017 BB256
- 2017 BC256
- 2017 BD256
- 2017 BE256
- 2017 BF256
- 2017 BG256
- 2017 BH256
- 2017 BJ256
- 2017 BK256
- 2017 BL256
- 2017 BM256
- 2017 BN256
- 2017 BO256
- 2017 BP256
- 2017 BQ256
- 2017 BR256
- 2017 BS256
- 2017 BT256
- 2017 BU256
- 2017 BV256
- 2017 BW256
- 2017 BX256
- 2017 BY256
- 2017 BZ256
- 2017 BA257
- 2017 BB257
- 2017 BC257
- 2017 BD257
- 2017 BE257
- 2017 BF257
- 2017 BG257
- 2017 BH257
- 2017 BJ257
- 2017 BK257
- 2017 BL257
- 2017 BM257
- 2017 BN257
- 2017 BO257
- 2017 BP257
- 2017 BQ257
- 2017 BS257
- 2017 BT257
- 2017 BU257
- 2017 BV257
- 2017 BW257
- 2017 BX257
- 2017 BY257
- 2017 BZ257
- 2017 BA258
- 2017 BC258
- 2017 BD258
- 2017 BE258
- 2017 BF258
- 2017 BG258
- 2017 BH258
- 2017 BJ258
- 2017 BK258
- 2017 BL258
- 2017 BM258
- 2017 BN258
- 2017 BO258
- 2017 BP258
- 2017 BQ258
- 2017 BR258
- 2017 BS258
- 2017 BT258
- 2017 BU258
- 2017 BV258
- 2017 BW258
- 2017 BY258
- 2017 BZ258
- 2017 BA259
- 2017 BB259
- 2017 BC259
- 2017 BD259
- 2017 BE259
- 2017 BF259
- 2017 BG259
- 2017 BH259
- 2017 BJ259
- 2017 BK259
- 2017 BL259
- 2017 BM259
- 2017 BN259
- 2017 BO259
- 2017 BP259
- 2017 BQ259
- 2017 BR259
- 2017 BS259
- 2017 BT259
- 2017 BU259
- 2017 BV259
- 2017 BW259
- 2017 BX259
- 2017 BY259
- 2017 BB260
- 2017 BC260
- 2017 BD260
- 2017 BE260
- 2017 BF260
- 2017 BG260
- 2017 BH260
- 2017 BJ260
- 2017 BK260
- 2017 BL260
- 2017 BM260
- 2017 BN260
- 2017 BO260
- 2017 BP260
- 2017 BQ260
- 2017 BR260
- 2017 BS260
- 2017 BT260
- 2017 BU260
- 2017 BV260
- 2017 BW260
- 2017 BX260
- 2017 BY260
- 2017 BZ260
- 2017 BA261
- 2017 BB261
- 2017 BC261
- 2017 BD261
- 2017 BE261
- 2017 BF261
- 2017 BG261
- 2017 BH261
- 2017 BJ261
- 2017 BK261
- 2017 BL261
- 2017 BM261
- 2017 BN261
- 2017 BO261
- 2017 BP261
- 2017 BQ261
- 2017 BR261
- 2017 BS261
- 2017 BT261
- 2017 BU261
- 2017 BV261
- 2017 BW261
- 2017 BX261
- 2017 BY261
- 2017 BZ261
- 2017 BA262
- 2017 BB262
- 2017 BC262
- 2017 BD262
- 2017 BE262
- 2017 BF262
- 2017 BG262
- 2017 BH262
- 2017 BJ262
- 2017 BK262
- 2017 BL262
- 2017 BM262
- 2017 BN262
- 2017 BO262
- 2017 BP262
- 2017 BQ262
- 2017 BR262
- 2017 BS262
- 2017 BT262
- 2017 BU262
- 2017 BV262
- 2017 BW262
- 2017 BX262
- 2017 BY262
- 2017 BZ262
- 2017 BA263
- 2017 BB263
- 2017 BC263
- 2017 BD263
- 2017 BE263
- 2017 BF263
- 2017 BG263
- 2017 BH263